# Liste des lignes de bus d'Orléans
Les lignes de bus d'Orléans constituent le réseau de bus des transports de l'agglomération orléanaise (TAO), qui s'articule autour du tramway d'Orléans et qui dessert les vingt-deux communes d'Orléans Métropole. Ce réseau, composé de 42 lignes qui sont constituées de 7 lignes structurantes, 9 lignes standard, 4 lignes de proximité, 6 lignes express et de 15 lignes scolaires, majoritairement exploité par Keolis Métropole Orléans.

## Les lignes (depuis le 3 janvier 2022)

### Lignes fortes
| Ligne | Caractéristiques | Caractéristiques | Caractéristiques | Caractéristiques | Caractéristiques | Caractéristiques | Caractéristiques | Caractéristiques | Caractéristiques |
| 1     | Saran — Cap Saran ⥋ Ardon — Limère (Orléans-la-Source — Hôpital-Accueil en soirée et les dimanches et fêtes) | Saran — Cap Saran ⥋ Ardon — Limère (Orléans-la-Source — Hôpital-Accueil en soirée et les dimanches et fêtes)                                                                   | Saran — Cap Saran ⥋ Ardon — Limère (Orléans-la-Source — Hôpital-Accueil en soirée et les dimanches et fêtes)                                                                   | Saran — Cap Saran ⥋ Ardon — Limère (Orléans-la-Source — Hôpital-Accueil en soirée et les dimanches et fêtes)                                                                   | Saran — Cap Saran ⥋ Ardon — Limère (Orléans-la-Source — Hôpital-Accueil en soirée et les dimanches et fêtes)                                                                   | Saran — Cap Saran ⥋ Ardon — Limère (Orléans-la-Source — Hôpital-Accueil en soirée et les dimanches et fêtes)                                                                   | Saran — Cap Saran ⥋ Ardon — Limère (Orléans-la-Source — Hôpital-Accueil en soirée et les dimanches et fêtes)                                                                   | Saran — Cap Saran ⥋ Ardon — Limère (Orléans-la-Source — Hôpital-Accueil en soirée et les dimanches et fêtes)                                                                   | Saran — Cap Saran ⥋ Ardon — Limère (Orléans-la-Source — Hôpital-Accueil en soirée et les dimanches et fêtes)                                                                   |
| ----- | --- | --- | --- | --- | --- | --- | --- | --- | --- |
| 1     | Ouverture / Fermeture 30 juin 2012 / — | Longueur 23 km | Durée 90 min | Nb. d’arrêts 62 (61) | Matériel Standards Articulés | Jours de fonctionnement L, Ma, Me, J, V, S, D | Jour / Soir / Nuit / Fêtes O / O / N / O | Voy. / an — | Exploitant Keolis Métropole Orléans |
| 1     | Desserte : - Ville et lieux desservis : Saran (Cap Saran, Stade colette-Besson, Lac de la Médecinerie, Pôle santé Oréliance), Orléans (Église Notre-Dame de Consolation, Place d'Arc, Église Saint-Paterne, L'Astrolabe, Pont Maréchal-Joffre, Lab'O, Jardin des Plantes, Lycée Charles-Péguy, Cimetière Saint-Marceau, Orléans-la-Source : Université d'Orléans, Parc Floral de la Source, CHRO), Olivet (Mairie, Stade d'Yvremont) et Ardon (Zone commerciale) - Stations et gares desservies : Coligny (A), Gare d'Orléans (A), Madeleine (B), Victor Hugo (A), Lorette (A), Université (A) et Hôpital-Accueil (A).                                               | | | | | | | | |
| 1     | Autre : - Arrêts non accessibles aux UFR : Le Sauceux, Rives du Lac, Coulmiers, Pasteur-Caban, Patay, Louis Sallé et Aumône. - Amplitudes horaires : La ligne fonctionne du lundi au jeudi de 5 h 5 à 23 h 5, les vendredis et samedis jusqu'à 0 h 35 et les dimanches et fêtes de 5 h 25 à 23 h 5 environ. - Particularités : - Le matin avant 7 h, en soirée après 20 h 30 et les dimanches et fêtes, l'arrêt Limière n'est pas desservi, le terminus s'effectue alors à l'arrêt d'avant, Hôpital-Accueil ; - En début de service, certains départs ne desservent pas le tronçon entre Cap Saran et Rives du Lac. - Date de dernière mise à jour : 7 octobre 2022. | | | | | | | | |
| 1     | Dernière actualisation : — | | | | | | | | |
| 2     | La Chapelle-Saint-Mesmin — Gustave Eiffel ⥋ Saint-Jean-de-Braye — Sainte-Marie | La Chapelle-Saint-Mesmin — Gustave Eiffel ⥋ Saint-Jean-de-Braye — Sainte-Marie                                                                                                 | La Chapelle-Saint-Mesmin — Gustave Eiffel ⥋ Saint-Jean-de-Braye — Sainte-Marie                                                                                                 | La Chapelle-Saint-Mesmin — Gustave Eiffel ⥋ Saint-Jean-de-Braye — Sainte-Marie                                                                                                 | La Chapelle-Saint-Mesmin — Gustave Eiffel ⥋ Saint-Jean-de-Braye — Sainte-Marie                                                                                                 | La Chapelle-Saint-Mesmin — Gustave Eiffel ⥋ Saint-Jean-de-Braye — Sainte-Marie                                                                                                 | La Chapelle-Saint-Mesmin — Gustave Eiffel ⥋ Saint-Jean-de-Braye — Sainte-Marie                                                                                                 | La Chapelle-Saint-Mesmin — Gustave Eiffel ⥋ Saint-Jean-de-Braye — Sainte-Marie                                                                                                 | La Chapelle-Saint-Mesmin — Gustave Eiffel ⥋ Saint-Jean-de-Braye — Sainte-Marie                                                                                                 |
| 2     | Ouverture / Fermeture 30 juin 2012 / — | Longueur 16 km | Durée 50 min | Nb. d’arrêts 43 | Matériel Standards Articulés | Jours de fonctionnement L, Ma, Me, J, V, S, D | Jour / Soir / Nuit / Fêtes O / O / N / O | Voy. / an — | Exploitant Keolis Métropole Orléans |
| 2     | Desserte : - Ville et lieux desservis : La Chapelle-Saint-Mesmin (Centre-ville), Saint-Jean-de-la-Ruelle (Aushopping Saint-Jean), Orléans (L'Astrolabe, Église Saint-Paterne, Place d'Arc, Parc Louis-Pasteur, Théâtre d'Orléans, Église Saint-Euverte) et Saint-Jean-de-Braye (Château de Saint-Loup, Parc des Longues allées, Mairie, Lycée Jacques-Monod) - Stations et gares desservies : Georges Pompidou (B), Trois Fontaines (B), Gare d'Orléans (A), Halmagrand (B), Léon Blum (B) et Clos du Hameau (B). | | | | | | | | |
| 2     | Autre : - Arrêts non accessibles aux UFR : - Amplitudes horaires : La ligne fonctionne du lundi au jeudi de 5 h 20 à 22 h 50, les vendredis et samedis jusqu'à 0 h 30 et les dimanches et fêtes de 7 h 30 à 22 h 50 environ. - Particularités : En début de service, certains départs ne desservent pas le tronçon entre Sainte-Marie et Léon Blum. - Date de dernière mise à jour : 7 octobre 2022. | | | | | | | | |
| 2     | Dernière actualisation : — | | | | | | | | |
| 3     | Ormes — Gourville ⥋ Orléans — Belneuf | Ormes — Gourville ⥋ Orléans — Belneuf | Ormes — Gourville ⥋ Orléans — Belneuf | Ormes — Gourville ⥋ Orléans — Belneuf | Ormes — Gourville ⥋ Orléans — Belneuf | Ormes — Gourville ⥋ Orléans — Belneuf | Ormes — Gourville ⥋ Orléans — Belneuf | Ormes — Gourville ⥋ Orléans — Belneuf | Ormes — Gourville ⥋ Orléans — Belneuf |
| 3     | Ouverture / Fermeture 1er septembre 2015 / — | Longueur 14 km | Durée 45 min | Nb. d’arrêts 36 | Matériel Standards Articulés | Jours de fonctionnement L, Ma, Me, J, V, S, D | Jour / Soir / Nuit / Fêtes O / O / N / O | Voy. / an — | Exploitant Keolis Métropole Orléans |
| 3     | Desserte : - Ville et lieux desservis : Ormes (Mairie), Ingré (Lycée Maurice-Genevoix), Saint-Jean-de-la-Ruelle (Mairie) et Orléans (L'Astrolabe, Église Saint-Paterne, Place d'Arc, Parc Louis-Pasteur, Théâtre d'Orléans, Cimetière Saint-Marc, Plaine du Belneuf) - Stations et gares desservies : Gare d'Orléans (A), Halmagrand (B) et Droits de l'Homme à distance à l'arrêt Gaston Couté (B) | | | | | | | | |
| 3     | Autre : - Arrêts non accessibles aux UFR : Mairie d'Ormes (direction Belneuf), Clos du Moine, Médéa (direction Belneuf) - Amplitudes horaires : La ligne fonctionne du lundi au jeudi de 5 h 20 à 22 h 45, les vendredis et samedis jusqu'à 0 h 15 et les dimanches et fêtes de 7 h 55 à 22 h 45 environ. - Date de dernière mise à jour : 19 mai 2023. | | | | | | | | |
| 3     | Dernière actualisation : — | | | | | | | | |
| 4     | Saint-Jean-de-la-Ruelle — Petite Espère (Trois Fontaines en soirée et les dimanches et fêtes) ⥋ Fleury-les-Aubrais — Bicharderies (Rameau en soirée et les dimanches et fêtes) | Saint-Jean-de-la-Ruelle — Petite Espère (Trois Fontaines en soirée et les dimanches et fêtes) ⥋ Fleury-les-Aubrais — Bicharderies (Rameau en soirée et les dimanches et fêtes) | Saint-Jean-de-la-Ruelle — Petite Espère (Trois Fontaines en soirée et les dimanches et fêtes) ⥋ Fleury-les-Aubrais — Bicharderies (Rameau en soirée et les dimanches et fêtes) | Saint-Jean-de-la-Ruelle — Petite Espère (Trois Fontaines en soirée et les dimanches et fêtes) ⥋ Fleury-les-Aubrais — Bicharderies (Rameau en soirée et les dimanches et fêtes) | Saint-Jean-de-la-Ruelle — Petite Espère (Trois Fontaines en soirée et les dimanches et fêtes) ⥋ Fleury-les-Aubrais — Bicharderies (Rameau en soirée et les dimanches et fêtes) | Saint-Jean-de-la-Ruelle — Petite Espère (Trois Fontaines en soirée et les dimanches et fêtes) ⥋ Fleury-les-Aubrais — Bicharderies (Rameau en soirée et les dimanches et fêtes) | Saint-Jean-de-la-Ruelle — Petite Espère (Trois Fontaines en soirée et les dimanches et fêtes) ⥋ Fleury-les-Aubrais — Bicharderies (Rameau en soirée et les dimanches et fêtes) | Saint-Jean-de-la-Ruelle — Petite Espère (Trois Fontaines en soirée et les dimanches et fêtes) ⥋ Fleury-les-Aubrais — Bicharderies (Rameau en soirée et les dimanches et fêtes) | Saint-Jean-de-la-Ruelle — Petite Espère (Trois Fontaines en soirée et les dimanches et fêtes) ⥋ Fleury-les-Aubrais — Bicharderies (Rameau en soirée et les dimanches et fêtes) |
| 4     | Ouverture / Fermeture 1er septembre 2015 / — | Longueur 18 km | Durée 66 min | Nb. d’arrêts 51 (41) | Matériel Standards Articulés | Jours de fonctionnement L, Ma, Me, J, V, S, D | Jour / Soir / Nuit / Fêtes O / O / N / O | Voy. / an — | Exploitant Keolis Métropole Orléans/ Keolis Eure-et-Loir |
| 4     | Desserte : - Ville et lieux desservis : Saint-Jean-de-la-Ruelle (Lycée Maréchal-Leclerc, Aushopping Saint-Jean, Mairie), La Chapelle-Saint-Mesmin, Orléans (Archives départementales du Loiret, Cité administrative Coligny, Lycée Benjamin-Franklin, Lycée Pothier, Place d'Arc, Parc Louis-Pasteur, Théâtre d'Orléans, Cimetière Saint-Marc, Parc de l'Étuvée) et Fleury-les-Aubrais (Parc de l'Hermitage, Parc de Lignerolles, Zone commerciale des Bicharderies) - Stations et gares desservies : Georges Pompidou (B), Trois Fontaines (B), Coligny (A), Gare d'Orléans (A), Halmagrand (B) et Droits de l'Homme (B).                                           | | | | | | | | |
| 4     | Autre : - Arrêts non accessibles aux UFR : Salmoneries, Doumer, Diamants, Les Chaises, Perles, Croix Baudu, Pont des Murlins, Québec. - Amplitudes horaires : La ligne fonctionne du lundi au jeudi de 5 h 20 à 22 h 55, les vendredis et samedis jusqu'à 0 h 30 et les dimanches et fêtes de 7 h 50 à 22 h 55 environ. - Particularités : - En soirée après 21 h et les dimanches et fêtes, la ligne est limitée au trajet entre Trois Fontaines et Rameau ; - En début de service, les tronçons entre Petite Espère et Trois Fontaines et entre Rameau et Bicharderies ne sont pas forcément desservis. - Date de dernière mise à jour : 7 octobre 2022.           | | | | | | | | |
| 4     | Dernière actualisation : — | | | | | | | | |
| 5     | Saran — Piscine de Saran ⥋ Saint-Denis-en-Val — Les Auvernats | Saran — Piscine de Saran ⥋ Saint-Denis-en-Val — Les Auvernats | Saran — Piscine de Saran ⥋ Saint-Denis-en-Val — Les Auvernats | Saran — Piscine de Saran ⥋ Saint-Denis-en-Val — Les Auvernats | Saran — Piscine de Saran ⥋ Saint-Denis-en-Val — Les Auvernats | Saran — Piscine de Saran ⥋ Saint-Denis-en-Val — Les Auvernats | Saran — Piscine de Saran ⥋ Saint-Denis-en-Val — Les Auvernats | Saran — Piscine de Saran ⥋ Saint-Denis-en-Val — Les Auvernats | Saran — Piscine de Saran ⥋ Saint-Denis-en-Val — Les Auvernats |
| 5     | Ouverture / Fermeture 1er septembre 2015 / — | Longueur 16 km | Durée 55 min | Nb. d’arrêts 46 | Matériel Standards | Jours de fonctionnement L, Ma, Me, J, V, S, D | Jour / Soir / Nuit / Fêtes O / O / N / O | Voy. / an — | Exploitant Keolis Métropole Orléans / Keolis Eure-et-Loir / Dunois |
| 5     | Desserte : - Ville et lieux desservis : Saran (Stade Colette-Besson, Mairie, Église Saint-Martin, Théâtre de la Tête Noire), Orléans (Archives départementales du Loiret, Cité administrative Coligny, Lycée Benjamin-Franklin, Lycée Pothier, Place d'Arc, Parc Louis-Pasteur, Théâtre d'Orléans, Église Saint-Euverte), Saint-Jean-le-Blanc et Saint-Denis-en-Val (Mairie). - Stations et gares desservies : Coligny (A), Gare d'Orléans (A) et Halmagrand (B). | | | | | | | | |
| 5     | Autre : - Arrêts non accessibles aux UFR : Pont des Murlins, Québec, L'Air. - Amplitudes horaires : La ligne fonctionne du lundi au jeudi de 5 h 20 à 23 h, les vendredis et samedis jusqu'à 0 h 20 et les dimanches et fêtes de 7 h 10 à 23 h environ. - Particularités : - En semaine en heures de pointe, quelques allers-retours sont assurés entre Les Auvernats et Gare d'Orléans avec un bus articulé. - Le dimanche, les jours de fêtes, ainsi que la semaine en période de vacance scolaires, la ligne est sous-traitée par Dunois. - Date de dernière mise à jour : 13 mai 2024.                                                                           | | | | | | | | |
| 5     | Dernière actualisation : — | | | | | | | | |
| 6     | Saran — Piscine de Saran ⥋ Orléans — Gare d'Orléans | Saran — Piscine de Saran ⥋ Orléans — Gare d'Orléans | Saran — Piscine de Saran ⥋ Orléans — Gare d'Orléans | Saran — Piscine de Saran ⥋ Orléans — Gare d'Orléans | Saran — Piscine de Saran ⥋ Orléans — Gare d'Orléans | Saran — Piscine de Saran ⥋ Orléans — Gare d'Orléans | Saran — Piscine de Saran ⥋ Orléans — Gare d'Orléans | Saran — Piscine de Saran ⥋ Orléans — Gare d'Orléans | Saran — Piscine de Saran ⥋ Orléans — Gare d'Orléans |
| 6     | Ouverture / Fermeture 26 décembre 2000 / — | Longueur 11 km | Durée 30 min | Nb. d’arrêts 32 | Matériel Irisbus Citelis 12 Mercedes Citaro C2 | Jours de fonctionnement L, Ma, Me, J, V, S, D | Jour / Soir / Nuit / Fêtes O / O / N / O | Voy. / an — | Exploitant Dunois |
| 6     | Desserte : - Ville et lieux desservis : Saran (Stade Colette-Besson), Fleury-les-Aubrais (Mairie, Église Saint-André, Parc de la princesse de Lamballe) et Orléans (Lycée Jean-Zay, Église Saint-Vincent, Théâtre d'Orléans, Parc Louis-Pasteur, Place d'Arc) - Stations et gares desservies : Lamballe (A), Halmagrand (B) et Gare d'Orléans (A). | | | | | | | | |
| 6     | Autre : - Arrêts non accessibles aux UFR : Paul Eluard, Escures, Jacques Brel, Anne Frank, Champs Gareaux, Chêne Maillard. - Amplitudes horaires : La ligne fonctionne du lundi au jeudi de 5 h 15 à 22 h 45, les vendredis et samedis jusqu'à 0 h 30 et les dimanches et fêtes de 8 h 35 à 22 h 10 environ. - Particularités : Les dimanches et jours fériés avant 13 h, la ligne est déviée à Fleury pour cause de marché. - Date de dernière mise à jour : 17 mai 2024. | | | | | | | | |
| 6     | Dernière actualisation : — | | | | | | | | |
| 7     | Semoy — Herveline ⥋ Saint-Pryvé-Saint-Mesmin — Quinze Pierres | Semoy — Herveline ⥋ Saint-Pryvé-Saint-Mesmin — Quinze Pierres | Semoy — Herveline ⥋ Saint-Pryvé-Saint-Mesmin — Quinze Pierres | Semoy — Herveline ⥋ Saint-Pryvé-Saint-Mesmin — Quinze Pierres | Semoy — Herveline ⥋ Saint-Pryvé-Saint-Mesmin — Quinze Pierres | Semoy — Herveline ⥋ Saint-Pryvé-Saint-Mesmin — Quinze Pierres | Semoy — Herveline ⥋ Saint-Pryvé-Saint-Mesmin — Quinze Pierres | Semoy — Herveline ⥋ Saint-Pryvé-Saint-Mesmin — Quinze Pierres | Semoy — Herveline ⥋ Saint-Pryvé-Saint-Mesmin — Quinze Pierres |
| 7     | Ouverture / Fermeture 3 janvier 2022 / — | Longueur 16 km | Durée 45 min | Nb. d’arrêts 41 | Matériel Standards Midibus | Jours de fonctionnement L, Ma, Me, J, V, S, D | Jour / Soir / Nuit / Fêtes O / O / N / O | Voy. / an — | Exploitant Keolis Métropole Orléans |
| 7     | Desserte : - Ville et lieux desservis : Semoy (Mairie), Orléans (Plaine du Belneuf, Lycée Benjamin-Franklin, Lycée Pothier, Place d'Arc, Église Saint-Paterne, L'Astrolabe, Pont Maréchal-Joffre, Lab'O) et Saint-Pryvé-Saint-Mesmin (Mairie, Centre commercial des Quinze-Pierres) - Stations et gares desservies : Droits de l'Homme (B), Halmagrand (B), Gare d'Orléans (A) et Madeleine (B). | | | | | | | | |
| 7     | Autre : - Arrêts non accessibles aux UFR : Cabredée, L'Ermitage, Champ de Mars, Bignon, Roquemolle. - Amplitudes horaires : La ligne fonctionne du lundi au jeudi de 5 h 20 à 22 h 55, les vendredis et samedis jusqu'à 0 h 25 et les dimanches et fêtes de 7 h 5 à 22 h 55 environ. - Particularités : L'arrêt Les Moines est desservi du lundi au vendredi à raison de deux allers-retours par jour. - Date de dernière mise à jour : 22 mai 2024. | | | | | | | | |
| 7     | Dernière actualisation : — | | | | | | | | |

### Lignes standards
| Ligne | Caractéristiques | Caractéristiques | Caractéristiques | Caractéristiques | Caractéristiques | Caractéristiques | Caractéristiques | Caractéristiques | Caractéristiques |
| 8     | Saint-Jean-de-Braye — Léon Blum ⥋ Mardié — Le Merisier (Bou — Place du Bourg) | Saint-Jean-de-Braye — Léon Blum ⥋ Mardié — Le Merisier (Bou — Place du Bourg) | Saint-Jean-de-Braye — Léon Blum ⥋ Mardié — Le Merisier (Bou — Place du Bourg) | Saint-Jean-de-Braye — Léon Blum ⥋ Mardié — Le Merisier (Bou — Place du Bourg) | Saint-Jean-de-Braye — Léon Blum ⥋ Mardié — Le Merisier (Bou — Place du Bourg) | Saint-Jean-de-Braye — Léon Blum ⥋ Mardié — Le Merisier (Bou — Place du Bourg) | Saint-Jean-de-Braye — Léon Blum ⥋ Mardié — Le Merisier (Bou — Place du Bourg) | Saint-Jean-de-Braye — Léon Blum ⥋ Mardié — Le Merisier (Bou — Place du Bourg) | Saint-Jean-de-Braye — Léon Blum ⥋ Mardié — Le Merisier (Bou — Place du Bourg) |
| ----- | --- | --- | --- | --- | --- | --- | --- | --- | --- |
| 8     | Ouverture / Fermeture 30 juin 2012 / — | Longueur — | Durée 25 min | Nb. d’arrêts 19 (21 à 25) | Matériel Standards Articulés | Jours de fonctionnement L, Ma, Me, J, V, S | Jour / Soir / Nuit / Fêtes O / N / N / N | Voy. / an — | Exploitant Keolis Métropole Orléans |
| 8     | Desserte : - Ville et lieux desservis : Saint-Jean-de-Braye (Mairie, Lycée Jacques-Monod), Combleux (Mairie) ,Chécy, Mardié (Mairie) et Bou (Mairie) - Stations et gares desservies : Léon Blum (B) et Clos du Hameau (B). | | | | | | | | |
| 8     | Autre : - Arrêts non accessibles aux UFR : Pressoir Rouge, Basroches, La Paix, Caslin. - Amplitudes horaires : La ligne fonctionne du lundi au samedi de 6 h à 20 h 55 environ. - Particularités : La desserte des arrêts à Bou, Combleux et le collége Mendès-France de Chécy n'est assurée qu'à certains services. - Date de dernière mise à jour : 7 octobre 2022. | | | | | | | | |
| 8     | Dernière actualisation : — | | | | | | | | |
| 11    | Ormes — Paradis ⥋ Orléans — Gare d'Orléans | Ormes — Paradis ⥋ Orléans — Gare d'Orléans | Ormes — Paradis ⥋ Orléans — Gare d'Orléans | Ormes — Paradis ⥋ Orléans — Gare d'Orléans | Ormes — Paradis ⥋ Orléans — Gare d'Orléans | Ormes — Paradis ⥋ Orléans — Gare d'Orléans | Ormes — Paradis ⥋ Orléans — Gare d'Orléans | Ormes — Paradis ⥋ Orléans — Gare d'Orléans | Ormes — Paradis ⥋ Orléans — Gare d'Orléans |
| 11    | Ouverture / Fermeture 1er septembre 2015 / — | Longueur — | Durée — | Nb. d’arrêts 29 | Matériel Standards Articulés | Jours de fonctionnement L, Ma, Me, J, V, S, D | Jour / Soir / Nuit / Fêtes O / N / N / O | Voy. / an — | Exploitant Keolis Métropole Orléans/ Keolis Eure-et-Loir |
| 11    | Desserte : - Ville et lieux desservis : Ormes (Zone industrielle Pôle 45), Saran (Zone industrielle Pôle 45, Mairie, Centre pénitentiaire d'Orléans-Saran, Stade Colette-Besson, Cinéma Pathé, Théâtre de la Tête Noire), Fleury-les-Aubrais (Stade de la Vallée) et Orléans (Grand cimetière, Lycée Benjamin-Franklin, Lycée Pothier, Place d'Arc) - Stations et gares desservies : Bustière (A), Gare des Aubrais (A), Guy-Marie Riobé (B) et Gare d'Orléans (A).                                                                    | | | | | | | | |
| 11    | Autre : - Arrêts non accessibles aux UFR : Pierre Semard, Montaran, Maurice Claret, Rives du Lac, Le Sauceux, Châtaigniers, Monbary. - Amplitudes horaires : La ligne fonctionne du lundi au vendredi de 4 h 35 à 21 h 55, le samedi de 5 h 25 à 21 h 10 et les dimanches et fêtes de 6 h 40 à 22 h environ. - Date de dernière mise à jour : 7 octobre 2022. | | | | | | | | |
| 11    | Dernière actualisation : — | | | | | | | | |
| 12    | Marigny-les-Usages — Villevert ⥋ Fleury-les-Aubrais — Gare des Aubrais | Marigny-les-Usages — Villevert ⥋ Fleury-les-Aubrais — Gare des Aubrais | Marigny-les-Usages — Villevert ⥋ Fleury-les-Aubrais — Gare des Aubrais | Marigny-les-Usages — Villevert ⥋ Fleury-les-Aubrais — Gare des Aubrais | Marigny-les-Usages — Villevert ⥋ Fleury-les-Aubrais — Gare des Aubrais | Marigny-les-Usages — Villevert ⥋ Fleury-les-Aubrais — Gare des Aubrais | Marigny-les-Usages — Villevert ⥋ Fleury-les-Aubrais — Gare des Aubrais | Marigny-les-Usages — Villevert ⥋ Fleury-les-Aubrais — Gare des Aubrais | Marigny-les-Usages — Villevert ⥋ Fleury-les-Aubrais — Gare des Aubrais |
| 12    | Ouverture / Fermeture 1er septembre 2015 / — | Longueur — | Durée — | Nb. d’arrêts 38 (39) | Matériel Standards Midibus | Jours de fonctionnement L, Ma, Me, J, V | Jour / Soir / Nuit / Fêtes O / N / N / N | Voy. / an — | Exploitant Keolis Métropole Orléans |
| 12    | Desserte : - Ville et lieux desservis : Marigny-les-Usages (Mairie), Boigny-sur-Bionne, Saint-Jean-de-Braye (Lycée Jacques-Monod, Mairie, Zone industrielle), Orléans (Plaine du Belneuf) et Fleury-les-Aubrais - Stations et gares desservies : Clos du Hameau (B), Léon Blum (B)et Gare des Aubrais (A). | | | | | | | | |
| 12    | Autre : - Arrêts non accessibles aux UFR : Maison-Rouge, Lièvre d'Or, Four à Chaux, Citadelle, Le Lugère, Grand Cour, Segry, Route de Boigny, Blériot, Jean Mermoz, Vomimbert, Pergaud, Pot Vert, Edouard Branly. - Amplitudes horaires : La ligne fonctionne du lundi au vendredi de 6 h 5 à 20 h 40 environ. - Date de dernière mise à jour : 24 août 2023. | | | | | | | | |
| 12    | Dernière actualisation : — - Particularités : Des que le 12 arrive à la gare des Aubrais, il devient 21. | | | | | | | | |
| 13    | Olivet — Lycée Hôtelier (Saint-Hilaire-Saint-Mesmin — Croix aux Chats à certains services) ⥋ Orléans-la-Source — Chèques Postaux (Saint-Cyr-en-Val — L'Orme à certains services) | Olivet — Lycée Hôtelier (Saint-Hilaire-Saint-Mesmin — Croix aux Chats à certains services) ⥋ Orléans-la-Source — Chèques Postaux (Saint-Cyr-en-Val — L'Orme à certains services) | Olivet — Lycée Hôtelier (Saint-Hilaire-Saint-Mesmin — Croix aux Chats à certains services) ⥋ Orléans-la-Source — Chèques Postaux (Saint-Cyr-en-Val — L'Orme à certains services) | Olivet — Lycée Hôtelier (Saint-Hilaire-Saint-Mesmin — Croix aux Chats à certains services) ⥋ Orléans-la-Source — Chèques Postaux (Saint-Cyr-en-Val — L'Orme à certains services) | Olivet — Lycée Hôtelier (Saint-Hilaire-Saint-Mesmin — Croix aux Chats à certains services) ⥋ Orléans-la-Source — Chèques Postaux (Saint-Cyr-en-Val — L'Orme à certains services) | Olivet — Lycée Hôtelier (Saint-Hilaire-Saint-Mesmin — Croix aux Chats à certains services) ⥋ Orléans-la-Source — Chèques Postaux (Saint-Cyr-en-Val — L'Orme à certains services) | Olivet — Lycée Hôtelier (Saint-Hilaire-Saint-Mesmin — Croix aux Chats à certains services) ⥋ Orléans-la-Source — Chèques Postaux (Saint-Cyr-en-Val — L'Orme à certains services) | Olivet — Lycée Hôtelier (Saint-Hilaire-Saint-Mesmin — Croix aux Chats à certains services) ⥋ Orléans-la-Source — Chèques Postaux (Saint-Cyr-en-Val — L'Orme à certains services) | Olivet — Lycée Hôtelier (Saint-Hilaire-Saint-Mesmin — Croix aux Chats à certains services) ⥋ Orléans-la-Source — Chèques Postaux (Saint-Cyr-en-Val — L'Orme à certains services) |
| 13    | Ouverture / Fermeture 26 décembre 2000 / — | Longueur — | Durée — | Nb. d’arrêts 19 (45) | Matériel Standards Articulés | Jours de fonctionnement L, Ma, Me, J, V, S | Jour / Soir / Nuit / Fêtes O / N / N / N | Voy. / an — | Exploitant Keolis Métropole Orléans |
| 13    | Desserte : - Ville et lieux desservis : Saint-Hilaire-Saint-Mesmin, Olivet (Lycée Françoise-Dolto, Église Saint-Martin, Parc du Poutyl, Mairie), Orléans (Orléans-la-Source : Zone commerciale, Université d'Orléans, Lycée Voltaire) et Saint-Cyr-en-Val (Mairie, Château de Reyville) - Stations et gares desservies : Chèques Postaux (A), Les Aulnaies (A) et Victor Hugo (A). | | | | | | | | |
| 13    | Autre : - Arrêts non accessibles aux UFR : Rue aux Cochons, La Fourrière, Cas Rouge, Quatre Routes, Bretonnière, Navrin, Guynemer, Pressoir Aubry, Marcel Belot, Belle Croix, Artois, Primevère, Le Benay, Clos du Bied. - Amplitudes horaires : La ligne fonctionne du lundi au vendredi de 5 h 50 à 20 h 45 et le samedi de 6 h 45 à 20 h 35 environ. - Particularités : En semaine en heures de pointe, la ligne est prolongée à Saint-Cyr-en-Val et à Saint-Hilaire-Saint-Mesmin. - Date de dernière mise à jour : 5 janvier 2024. | | | | | | | | |
| 13    | Dernière actualisation : — | | | | | | | | |
| 15    | Boigny-sur-Bionne — Grand Bouland (Saint-Jean-de-Braye — Léon Blum les dimanches et fêtes) ⥋ Chécy — Belles Rives | Boigny-sur-Bionne — Grand Bouland (Saint-Jean-de-Braye — Léon Blum les dimanches et fêtes) ⥋ Chécy — Belles Rives                                                                | Boigny-sur-Bionne — Grand Bouland (Saint-Jean-de-Braye — Léon Blum les dimanches et fêtes) ⥋ Chécy — Belles Rives                                                                | Boigny-sur-Bionne — Grand Bouland (Saint-Jean-de-Braye — Léon Blum les dimanches et fêtes) ⥋ Chécy — Belles Rives                                                                | Boigny-sur-Bionne — Grand Bouland (Saint-Jean-de-Braye — Léon Blum les dimanches et fêtes) ⥋ Chécy — Belles Rives                                                                | Boigny-sur-Bionne — Grand Bouland (Saint-Jean-de-Braye — Léon Blum les dimanches et fêtes) ⥋ Chécy — Belles Rives                                                                | Boigny-sur-Bionne — Grand Bouland (Saint-Jean-de-Braye — Léon Blum les dimanches et fêtes) ⥋ Chécy — Belles Rives                                                                | Boigny-sur-Bionne — Grand Bouland (Saint-Jean-de-Braye — Léon Blum les dimanches et fêtes) ⥋ Chécy — Belles Rives                                                                | Boigny-sur-Bionne — Grand Bouland (Saint-Jean-de-Braye — Léon Blum les dimanches et fêtes) ⥋ Chécy — Belles Rives                                                                |
| 15    | Ouverture / Fermeture 1er septembre 2015 / — | Longueur — | Durée — | Nb. d’arrêts 35 (20) | Matériel Standards | Jours de fonctionnement L, Ma, Me, J, V, S, D | Jour / Soir / Nuit / Fêtes O / N / N / O | Voy. / an — | Exploitant Keolis Métropole Orléans/ Dunois |
| 15    | Desserte : - Ville et lieux desservis : Boigny-sur-Bionne (Château de la commanderie, Mairie), Saint-Jean-de-Braye (Lycée Jacques-Monod, Mairie, Parc des Longues allées) et Chécy (Mairie, Musée de la Tonnellerie) - Stations et gares desservies : Clos du Hameau (B) et Léon Blum (B). | | | | | | | | |
| 15    | Autre : - Arrêts non accessibles aux UFR : Chênes Rouvres, Commanderie, Picardière, Chécy-Cimetière, Herpinière, Gaudigny. - Amplitudes horaires : La ligne fonctionne du lundi au vendredi de 6 h 15 à 20 h 40, le samedi de 6 h 20 à 20 h 40 et les dimanches et fêtes de 7 h à 20 h 15 environ. - Particularités : Les dimanches et fêtes, la ligne est limitée au trajet entre Léon Blum et Belles Rives. - Date de dernière mise à jour : 7 octobre 2022.                                                                         | | | | | | | | |
| 15    | Dernière actualisation : — | | | | | | | | |
| 16    | Saint-Hilaire-Saint-Mesmin — Croix aux Chats ⥋ Saint-Denis-en-Val — Collège Val de Loire | Saint-Hilaire-Saint-Mesmin — Croix aux Chats ⥋ Saint-Denis-en-Val — Collège Val de Loire                                                                                         | Saint-Hilaire-Saint-Mesmin — Croix aux Chats ⥋ Saint-Denis-en-Val — Collège Val de Loire                                                                                         | Saint-Hilaire-Saint-Mesmin — Croix aux Chats ⥋ Saint-Denis-en-Val — Collège Val de Loire                                                                                         | Saint-Hilaire-Saint-Mesmin — Croix aux Chats ⥋ Saint-Denis-en-Val — Collège Val de Loire                                                                                         | Saint-Hilaire-Saint-Mesmin — Croix aux Chats ⥋ Saint-Denis-en-Val — Collège Val de Loire                                                                                         | Saint-Hilaire-Saint-Mesmin — Croix aux Chats ⥋ Saint-Denis-en-Val — Collège Val de Loire                                                                                         | Saint-Hilaire-Saint-Mesmin — Croix aux Chats ⥋ Saint-Denis-en-Val — Collège Val de Loire                                                                                         | Saint-Hilaire-Saint-Mesmin — Croix aux Chats ⥋ Saint-Denis-en-Val — Collège Val de Loire                                                                                         |
| 16    | Ouverture / Fermeture 26 décembre 2000 / — | Longueur — | Durée — | Nb. d’arrêts 38 | Matériel Standards Articulés | Jours de fonctionnement L, Ma, Me, J, V, S | Jour / Soir / Nuit / Fêtes O / N / N / N | Voy. / an — | Exploitant Keolis Métropole Orléans |
| 16    | Desserte : - Ville et lieux desservis : Saint-Hilaire-Saint-Mesmin (Mairie), Saint-Pryvé-Saint-Mesmin (Centre commercial des Quinze-Pierres, Mairie), Orléans (Lycée Charles-Péguy, Jardin des plantes, Pont George-V), Saint-Jean-le-Blanc (Mairie) et Saint-Denis-en-Val (Centre-ville, Stade de Chemeau) - Stations et gares desservies : Tourelles-Dauphine (A). | | | | | | | | |
| 16    | Autre : - Arrêts non accessibles aux UFR : La Pie, Champs aux Anes, Jardin des Plantes, Bascule, Place St-Charles, Parc de Loire, Champdoux, Vrigny. - Amplitudes horaires : La ligne fonctionne du lundi au vendredi de 6 h 25 à 20 h 40 et le samedi de 6 h 50 à 20 h 45 environ. - Date de dernière mise à jour : 5 janvier 2024. | | | | | | | | |
| 16    | Dernière actualisation : — | | | | | | | | |
| N     | Orléans — Libération ⥋ Orléans-la-Source — Résidences universitaires | Orléans — Libération ⥋ Orléans-la-Source — Résidences universitaires | Orléans — Libération ⥋ Orléans-la-Source — Résidences universitaires | Orléans — Libération ⥋ Orléans-la-Source — Résidences universitaires | Orléans — Libération ⥋ Orléans-la-Source — Résidences universitaires | Orléans — Libération ⥋ Orléans-la-Source — Résidences universitaires | Orléans — Libération ⥋ Orléans-la-Source — Résidences universitaires | Orléans — Libération ⥋ Orléans-la-Source — Résidences universitaires | Orléans — Libération ⥋ Orléans-la-Source — Résidences universitaires |
| N     | Ouverture / Fermeture 6 janvier 2022 / — | Longueur — | Durée — | Nb. d’arrêts 28 | Matériel Midibus | Jours de fonctionnement J, V, S | Jour / Soir / Nuit / Fêtes N / N / O / N | Voy. / an — | Exploitant Keolis Eure-et-Loir |
| N     | Desserte : - Ville et lieux desservis : Orléans (Orléans-la-Source) et Olivet - Stations et gares desservies : Libération (A), Coligny (A), Gare d'Orléans (A), Halmagrand (B), Royale-Châtelet (A), Tourelles-Dauphine (A), Saint-Marceau (A), Molière (A), Zénith (A), Les Aulnaies (A), Lorette (A), L'Indien (A) et Parc Floral (A). | | | | | | | | |
| N     | Autre : - Arrêts non accessibles aux UFR : Coulmiers, Pasteur-Caban, Patay, Cathédrale, Duplanloup, Rue de Bourgogne, Tour Neuve, Poterne, Quai du Chatelet, Les Halles. - Amplitudes horaires : La ligne fonctionne les nuits du jeudi au samedi à raison de quatre allers-retours de 0 h 30 à 5 h 25 environ. - Date de dernière mise à jour : 20 mai 2023. | | | | | | | | |
| N     | Dernière actualisation : — - Particularités : Cette ligne est utilisée par les étudiants pour aller dans les boites de nuits situées dans le centre d’Orléans ou proche des arrêts et stations Libération. | | | | | | | | |

### Lignes de proximité
| Ligne | Caractéristiques | Caractéristiques                                                                                           | Caractéristiques                                                                                           | Caractéristiques                                                                                           | Caractéristiques                                                                                           | Caractéristiques                                                                                           | Caractéristiques                                                                                           | Caractéristiques                                                                                           | Caractéristiques                                                                                           |
| 21    | Fleury-les-Aubrais — Gare des Aubrais ⥋ Fleury-les-Aubrais — Lamballe | Fleury-les-Aubrais — Gare des Aubrais ⥋ Fleury-les-Aubrais — Lamballe                                      | Fleury-les-Aubrais — Gare des Aubrais ⥋ Fleury-les-Aubrais — Lamballe                                      | Fleury-les-Aubrais — Gare des Aubrais ⥋ Fleury-les-Aubrais — Lamballe                                      | Fleury-les-Aubrais — Gare des Aubrais ⥋ Fleury-les-Aubrais — Lamballe                                      | Fleury-les-Aubrais — Gare des Aubrais ⥋ Fleury-les-Aubrais — Lamballe                                      | Fleury-les-Aubrais — Gare des Aubrais ⥋ Fleury-les-Aubrais — Lamballe                                      | Fleury-les-Aubrais — Gare des Aubrais ⥋ Fleury-les-Aubrais — Lamballe                                      | Fleury-les-Aubrais — Gare des Aubrais ⥋ Fleury-les-Aubrais — Lamballe                                      |
| ----- | --- | --- | --- | --- | --- | --- | --- | --- | --- |
| 21    | Ouverture / Fermeture 1er septembre 2015 / — | Longueur —                                                                                                 | Durée — | Nb. d’arrêts 17 (21)                                                                                       | Matériel Standard Midibus                                                                                  | Jours de fonctionnement L, Ma, Me, J, V, S                                                                 | Jour / Soir / Nuit / Fêtes O / N / N / O                                                                   | Voy. / an —                                                                                                | Exploitant Keolis Métropole Orléans                                                                        |
| 21    | Desserte : - Ville et lieux desservis : Fleury-les-Aubrais (Zone commerciale des Bicharderies, Nécropole nationale, Parc de Lignerolles, Parc de l'Hermitage, Mairie, Église Saint-André) et Chanteau (Service de santé des armées) - Stations et gares desservies : Gare des Aubrais (A) et Lamballe (A). | | | | | | | | |
| 21    | Autre : - Arrêts non accessibles aux UFR : - Amplitudes horaires : La ligne fonctionne du lundi au vendredi de 6 h 25 à 20 h 40 et le samedi de 6 h 30 à 20 h 20 environ. - Particularités : En semaine à certains services la ligne dessert la branche vers l'arrêt SSA Chanteau pour la desserte des installations de l'armée. Dès que le 21 arrive à la gare des Aubrais, il devient 12 (seulement entre le lundi et vendredi). - Date de dernière mise à jour : 13 mai 2024. | | | | | | | | |
| 21    | Dernière actualisation : — | | | | | | | | |
| 22    | (Circulaire) Orléans — Zénith ⥋ via Saint-Marceau | (Circulaire) Orléans — Zénith ⥋ via Saint-Marceau                                                          | (Circulaire) Orléans — Zénith ⥋ via Saint-Marceau                                                          | (Circulaire) Orléans — Zénith ⥋ via Saint-Marceau                                                          | (Circulaire) Orléans — Zénith ⥋ via Saint-Marceau                                                          | (Circulaire) Orléans — Zénith ⥋ via Saint-Marceau                                                          | (Circulaire) Orléans — Zénith ⥋ via Saint-Marceau                                                          | (Circulaire) Orléans — Zénith ⥋ via Saint-Marceau                                                          | (Circulaire) Orléans — Zénith ⥋ via Saint-Marceau                                                          |
| 22    | Ouverture / Fermeture 30 juin 2012 / — | Longueur —                                                                                                 | Durée — | Nb. d’arrêts 30                                                                                            | Matériel Midibus                                                                                           | Jours de fonctionnement L, Ma, Me, J, V, S                                                                 | Jour / Soir / Nuit / Fêtes O / N / N / N                                                                   | Voy. / an —                                                                                                | Exploitant Keolis Métropole Orléans                                                                        |
| 22    | Desserte : - Ville et lieux desservis : Olivet (Zénith, Parc des expositions et des congrès), Orléans (Église Saint-Marceau, Stade Marcel-Garcin) et Saint-Jean-le-Blanc (Mairie) - Stations et gares desservies : Zénith (A) et Saint-Marceau (A). | | | | | | | | |
| 22    | Autre : - Arrêts non accessibles aux UFR : - Amplitudes horaires : La ligne fonctionne du lundi au samedi de 6 h à 20 h 45 environ. - Date de dernière mise à jour : 18 décembre 2021. | | | | | | | | |
| 22    | Dernière actualisation : — | | | | | | | | |
| 23    | Olivet — Charles Rivière ⥋ Olivet — Foch | Olivet — Charles Rivière ⥋ Olivet — Foch                                                                   | Olivet — Charles Rivière ⥋ Olivet — Foch                                                                   | Olivet — Charles Rivière ⥋ Olivet — Foch                                                                   | Olivet — Charles Rivière ⥋ Olivet — Foch                                                                   | Olivet — Charles Rivière ⥋ Olivet — Foch                                                                   | Olivet — Charles Rivière ⥋ Olivet — Foch                                                                   | Olivet — Charles Rivière ⥋ Olivet — Foch                                                                   | Olivet — Charles Rivière ⥋ Olivet — Foch                                                                   |
| 23    | Ouverture / Fermeture 1er septembre 2015 / — | Longueur —                                                                                                 | Durée — | Nb. d’arrêts 14                                                                                            | Matériel Standards Midibus                                                                                 | Jours de fonctionnement L, Ma, Me, J, V                                                                    | Jour / Soir / Nuit / Fêtes O / N / N / N                                                                   | Voy. / an —                                                                                                | Exploitant Keolis Métropole Orléans                                                                        |
| 23    | Desserte : - Ville et lieux desservis : Olivet (Lycée Françoise-Dolto) - Stations et gares desservies : Victor Hugo (A). | | | | | | | | |
| 23    | Autre : - Arrêts non accessibles aux UFR : - Amplitudes horaires : La ligne fonctionne du lundi au vendredi de 7 h 15 à 18 h 15 environ. - Date de dernière mise à jour : 13 mai 2024. | | | | | | | | |
| 23    | Dernière actualisation : — | | | | | | | | |
| 25    | Orléans — Pont de l'Europe ⥋ Orléans — Ambert (Saint-Jean-de-Braye — ESAT Denis Papin à certains services) | Orléans — Pont de l'Europe ⥋ Orléans — Ambert (Saint-Jean-de-Braye — ESAT Denis Papin à certains services) | Orléans — Pont de l'Europe ⥋ Orléans — Ambert (Saint-Jean-de-Braye — ESAT Denis Papin à certains services) | Orléans — Pont de l'Europe ⥋ Orléans — Ambert (Saint-Jean-de-Braye — ESAT Denis Papin à certains services) | Orléans — Pont de l'Europe ⥋ Orléans — Ambert (Saint-Jean-de-Braye — ESAT Denis Papin à certains services) | Orléans — Pont de l'Europe ⥋ Orléans — Ambert (Saint-Jean-de-Braye — ESAT Denis Papin à certains services) | Orléans — Pont de l'Europe ⥋ Orléans — Ambert (Saint-Jean-de-Braye — ESAT Denis Papin à certains services) | Orléans — Pont de l'Europe ⥋ Orléans — Ambert (Saint-Jean-de-Braye — ESAT Denis Papin à certains services) | Orléans — Pont de l'Europe ⥋ Orléans — Ambert (Saint-Jean-de-Braye — ESAT Denis Papin à certains services) |
| 25    | Ouverture / Fermeture 1er septembre 2015 / — | Longueur —                                                                                                 | Durée — | Nb. d’arrêts 28 (32)                                                                                       | Matériel Bluebus 6                                                                                         | Jours de fonctionnement L, Ma, Me, J, V, S                                                                 | Jour / Soir / Nuit / Fêtes O / N / N / N                                                                   | Voy. / an —                                                                                                | Exploitant Keolis Métropole Orléans                                                                        |
| 25    | Desserte : - Ville et lieux desservis : Orléans (Pont de l'Europe, Place Dunois, Place d'Armes, Archives départementales du Loiret, Cité administrative Coligny, Lycée Benjamin-Franklin, Lycée Pothier, Place d'Arc, Parc Louis-Pasteur, Théâtre d'Orléans, Église Saint-Marc) - Stations et gares desservies : Pont de l'Europe (B), Libération à distance à l'arrêt Bourie Rouge (A), Beaumonts (B), Gare d'Orléans (A), Halmagrand (B) et Ambert (B).                        | | | | | | | | |
| 25    | Autre : - Arrêts non accessibles aux UFR : - Amplitudes horaires : La ligne fonctionne du lundi au vendredi de 6 h 30 à 19 h 55 et le samedi de 6 h 30 à 20 h 10 environ. - Date de dernière mise à jour : 17 mai 2024. | | | | | | | | |
| 25    | Dernière actualisation : — | | | | | | | | |
| L     | Libellule | Libellule                                                                                                  | Libellule                                                                                                  | Libellule                                                                                                  | Libellule                                                                                                  | Libellule                                                                                                  | Libellule                                                                                                  | Libellule                                                                                                  | Libellule                                                                                                  |
| L     | Orléans — Pont de l'Europe ⥋ Orléans — Chemin de Halage | | | | | | | | |
| L     | Ouverture / Fermeture 30 juin 2012 / — | Longueur —                                                                                                 | Durée — | Nb. d’arrêts 14                                                                                            | Matériel Minibus électrique                                                                                | Jours de fonctionnement L, Ma, Me, J, V, S                                                                 | Jour / Soir / Nuit / Fêtes O / N / N / N                                                                   | Voy. / an —                                                                                                | Exploitant Keolis Métropole Orléans                                                                        |
| L     | Desserte : - Ville et lieux desservis : Orléans (Pont de l'Europe, Parc Anjorrant, Église Saint-Laurent, Pont Maréchal-Joffre, Église Notre-Dame-de-Recouvrance, Pont George-V, Halles Châtelet, Église Saint-Donatien, Place de la Loire, Collégiale Saint-Aignan, Canal d'Orléans) - Stations et gares desservies : Pont de l'Europe (B) et Royale-Châtelet (A). | | | | | | | | |
| L     | Autre : - Arrêts non accessibles aux UFR : - Amplitudes horaires : La ligne fonctionne du lundi au samedi de 6 h 40 à 19 h 20 environ. - Particularités : Le samedi jusqu'à 14 h, la ligne est déviée en centre-ville pour cause de marché. Elle dessert les arrets Lavedan et Ecoles Normale (correspondance avec la 2) que le samedi matin. - Date de dernière mise à jour : 18 décembre 2021.                                                                                 | | | | | | | | |
| L     | Dernière actualisation : — | | | | | | | | |
| O     | Navette électrique Centre-Ville | Navette électrique Centre-Ville                                                                            | Navette électrique Centre-Ville                                                                            | Navette électrique Centre-Ville                                                                            | Navette électrique Centre-Ville                                                                            | Navette électrique Centre-Ville                                                                            | Navette électrique Centre-Ville                                                                            | Navette électrique Centre-Ville                                                                            | Navette électrique Centre-Ville                                                                            |
| O     | (Circulaire en sens anti-horaire) Orléans — De Gaulle ⥋ via Royale-Châtelet, Les Halles, Hôtel de ville et Gare d'Orléans | | | | | | | | |
| O     | Ouverture / Fermeture 30 juin 2012 / — | Longueur —                                                                                                 | Durée — | Nb. d’arrêts 14                                                                                            | Matériel Oréos 2X                                                                                          | Jours de fonctionnement L, Ma, Me, J, V, S                                                                 | Jour / Soir / Nuit / Fêtes O / N / N / N                                                                   | Voy. / an —                                                                                                | Exploitant Keolis Métropole Orléans                                                                        |
| O     | Desserte : - Ville et lieux desservis : Orléans (Place Charles-de-Gaulle, Pont George-V, Halles Châtelet, Église Saint-Donatien, Place de la Loire, Collégiale Saint-Aignan, Cathédrale Sainte-Croix, Hôtel de ville, Musée des beaux-arts, Campo Santo, Parc Louis-Pasteur, Place d'Arc, Église Saint-Paterne, Place du Martroi) - Stations et gares desservies : De Gaulle (A et B), Royale-Châtelet (A), Cathédrale (B), Halmagrand (B) et Gare d'Orléans (A).                | | | | | | | | |
| O     | Autre : - Arrêts non accessibles aux UFR : - Amplitudes horaires : La ligne fonctionne du lundi au vendredi de 8 h 25 à 19 h 45 et le samedi de 8 h 45 à 19 h 55 environ. - Particularités : Entre les arrêts Médiathèque et Cathédrale, la ligne s'arrête sur demande sur simple signe au conducteur. - Date de dernière mise à jour : 17 mai 2024. | | | | | | | | |
| O     | Dernière actualisation : — | | | | | | | | |

### Lignes express
| Ligne | Caractéristiques | Caractéristiques | Caractéristiques | Caractéristiques | Caractéristiques | Caractéristiques | Caractéristiques | Caractéristiques | Caractéristiques |
| 40    | Saint-Cyr-en-Val — Petite Mérie (Orléans-la-Source — Chèques Postaux un bus sur deux en heures de pointe) ⥋ Orléans — Gare d'Orléans | Saint-Cyr-en-Val — Petite Mérie (Orléans-la-Source — Chèques Postaux un bus sur deux en heures de pointe) ⥋ Orléans — Gare d'Orléans | Saint-Cyr-en-Val — Petite Mérie (Orléans-la-Source — Chèques Postaux un bus sur deux en heures de pointe) ⥋ Orléans — Gare d'Orléans | Saint-Cyr-en-Val — Petite Mérie (Orléans-la-Source — Chèques Postaux un bus sur deux en heures de pointe) ⥋ Orléans — Gare d'Orléans | Saint-Cyr-en-Val — Petite Mérie (Orléans-la-Source — Chèques Postaux un bus sur deux en heures de pointe) ⥋ Orléans — Gare d'Orléans | Saint-Cyr-en-Val — Petite Mérie (Orléans-la-Source — Chèques Postaux un bus sur deux en heures de pointe) ⥋ Orléans — Gare d'Orléans | Saint-Cyr-en-Val — Petite Mérie (Orléans-la-Source — Chèques Postaux un bus sur deux en heures de pointe) ⥋ Orléans — Gare d'Orléans | Saint-Cyr-en-Val — Petite Mérie (Orléans-la-Source — Chèques Postaux un bus sur deux en heures de pointe) ⥋ Orléans — Gare d'Orléans | Saint-Cyr-en-Val — Petite Mérie (Orléans-la-Source — Chèques Postaux un bus sur deux en heures de pointe) ⥋ Orléans — Gare d'Orléans |
| ----- | --- | --- | --- | --- | --- | --- | --- | --- | --- |
| 40    | Ouverture / Fermeture 3 janvier 2022 / — | Longueur — | Durée — | Nb. d’arrêts 15 (24) | Matériel Standards Articulés | Jours de fonctionnement L, Ma, Me, J, V, S                                                                                           | Jour / Soir / Nuit / Fêtes O / N / N / N                                                                                             | Voy. / an — | Exploitant Keolis Métropole Orléans                                                                                                  |
| 40    | Desserte : - Ville et lieux desservis : Saint-Cyr-en-Val, Saint-Jean-le-Blanc et Orléans (Orléans-la-Source : Chèques postaux, Lycée Voltaire, Université d'Orléans, Parc Floral de la Source ; Église Saint-Euverte, Théâtre d'Orléans, Parc Louis-Pasteur, Place d'Arc) - Stations et gares desservies : Bolière (A), Chèques Postaux (A), L'Indien (A), Université (A), Parc Floral (A), Halmagrand (B) et Gare d'Orléans (A).                   | | | | | | | | |
| 40    | Autre : - Arrêts non accessibles aux UFR : - Amplitudes horaires : La ligne fonctionne du lundi au vendredi de 6 h 5 à 21 h 35 et le samedi de 6 h à 21 h 35 environ. - Particularités : En heures de pointe, des bus supplémentaires sont mis en place sur le tronçon entre Gare d'Orléans et Chèques Postaux à raison d'un bus sur deux. - Date de dernière mise à jour : 13 mai 2024.                                                            | | | | | | | | |
| 40    | Dernière actualisation : — | | | | | | | | |
| 41    | Orléans-la-Source — ESAT Rodin ⥋ Orléans — Gare d'Orléans | Orléans-la-Source — ESAT Rodin ⥋ Orléans — Gare d'Orléans                                                                            | Orléans-la-Source — ESAT Rodin ⥋ Orléans — Gare d'Orléans                                                                            | Orléans-la-Source — ESAT Rodin ⥋ Orléans — Gare d'Orléans                                                                            | Orléans-la-Source — ESAT Rodin ⥋ Orléans — Gare d'Orléans                                                                            | Orléans-la-Source — ESAT Rodin ⥋ Orléans — Gare d'Orléans                                                                            | Orléans-la-Source — ESAT Rodin ⥋ Orléans — Gare d'Orléans                                                                            | Orléans-la-Source — ESAT Rodin ⥋ Orléans — Gare d'Orléans                                                                            | Orléans-la-Source — ESAT Rodin ⥋ Orléans — Gare d'Orléans                                                                            |
| 41    | Ouverture / Fermeture 3 janvier 2022 / — | Longueur — | Durée — | Nb. d’arrêts 16 | Matériel Standards Articulés | Jours de fonctionnement L, Ma, Me, J, V                                                                                              | Jour / Soir / Nuit / Fêtes O / N / N / N                                                                                             | Voy. / an — | Exploitant Keolis Métropole Orléans                                                                                                  |
| 41    | Desserte : - Ville et lieux desservis : Orléans (ESAT, Orléans-la-Source, Église Saint-Euverte, Théâtre d'Orléans, Parc Louis-Pasteur, Place d'Arc) et Saint-Jean-le-Blanc - Stations et gares desservies : Halmagrand (B) et Gare d'Orléans (A). | | | | | | | | |
| 41    | Autre : - Arrêts non accessibles aux UFR : - Amplitudes horaires : La ligne fonctionne du lundi au vendredi de 6 h 25 à 19 h 40 environ. - Date de dernière mise à jour : 18 décembre 2021. | | | | | | | | |
| 41    | Dernière actualisation : — | | | | | | | | |
| 42    | Saint-Hilaire-Saint-Mesmin — Cas Rouge ⥋ Orléans — Gare d'Orléans | Saint-Hilaire-Saint-Mesmin — Cas Rouge ⥋ Orléans — Gare d'Orléans                                                                    | Saint-Hilaire-Saint-Mesmin — Cas Rouge ⥋ Orléans — Gare d'Orléans                                                                    | Saint-Hilaire-Saint-Mesmin — Cas Rouge ⥋ Orléans — Gare d'Orléans                                                                    | Saint-Hilaire-Saint-Mesmin — Cas Rouge ⥋ Orléans — Gare d'Orléans                                                                    | Saint-Hilaire-Saint-Mesmin — Cas Rouge ⥋ Orléans — Gare d'Orléans                                                                    | Saint-Hilaire-Saint-Mesmin — Cas Rouge ⥋ Orléans — Gare d'Orléans                                                                    | Saint-Hilaire-Saint-Mesmin — Cas Rouge ⥋ Orléans — Gare d'Orléans                                                                    | Saint-Hilaire-Saint-Mesmin — Cas Rouge ⥋ Orléans — Gare d'Orléans                                                                    |
| 42    | Ouverture / Fermeture 3 janvier 2022 / — | Longueur — | Durée — | Nb. d’arrêts 8 | Matériel Autocars | Jours de fonctionnement L, Ma, Me, J, V, S                                                                                           | Jour / Soir / Nuit / Fêtes O / N / N / N                                                                                             | Voy. / an — | Exploitant — |
| 42    | Desserte : - Ville et lieux desservis : Saint-Hilaire-Saint-Mesmin (Mairie), Saint-Pryvé-Saint-Mesmin (Centre commercial des Quinze-Pierres, Mairie) et Orléans (Lycée Charles-Péguy, Jardin des plantes, L'Astrolabe, Place d'Arc) - Stations et gares desservies : Gare d'Orléans (A). | | | | | | | | |
| 42    | Autre : - Arrêts non accessibles aux UFR : - Amplitudes horaires : La ligne fonctionne du lundi au vendredi à raison de cinq allers-retours par jour et le samedi à raison de trois allers-retours par jour. - Particularités : La ligne 42 désigne l'intégration tarifaire de la ligne 8 du Réseau de mobilité interurbaine (Rémi). - Date de dernière mise à jour : 18 décembre 2021.                                                             | | | | | | | | |
| 42    | Dernière actualisation : — | | | | | | | | |
| 43    | Saran — Champ Rouge ⥋ Orléans — Gare d'Orléans | Saran — Champ Rouge ⥋ Orléans — Gare d'Orléans                                                                                       | Saran — Champ Rouge ⥋ Orléans — Gare d'Orléans                                                                                       | Saran — Champ Rouge ⥋ Orléans — Gare d'Orléans                                                                                       | Saran — Champ Rouge ⥋ Orléans — Gare d'Orléans                                                                                       | Saran — Champ Rouge ⥋ Orléans — Gare d'Orléans                                                                                       | Saran — Champ Rouge ⥋ Orléans — Gare d'Orléans                                                                                       | Saran — Champ Rouge ⥋ Orléans — Gare d'Orléans                                                                                       | Saran — Champ Rouge ⥋ Orléans — Gare d'Orléans                                                                                       |
| 43    | Ouverture / Fermeture 3 janvier 2022 / — | Longueur — | Durée — | Nb. d’arrêts 26 | Matériel Standards Articulés | Jours de fonctionnement L, Ma, Me, J, V, S                                                                                           | Jour / Soir / Nuit / Fêtes O / N / N / N                                                                                             | Voy. / an — | Exploitant Keolis Métropole Orléans                                                                                                  |
| 43    | Desserte : - Ville et lieux desservis : Saran (Zone industrielle Pôle 45), Ormes (Zone industrielle Pôle 45, Mairie), Ingré (Lycée Maurice-Genevoix), Saint-Jean-de-la-Ruelle (Mairie) et Orléans (L'Astrolabe, Église Saint-Paterne, Place d'Arc) - Stations et gares desservies : Gare d'Orléans (A). | | | | | | | | |
| 43    | Autre : - Arrêts non accessibles aux UFR : - Amplitudes horaires : La ligne fonctionne du lundi au samedi à raison de quatre allers-retours par jour. - Date de dernière mise à jour : 18 décembre 2021. | | | | | | | | |
| 43    | Dernière actualisation : — | | | | | | | | |
| 44    | Marigny-les-Usages — Maison Rouge ⥋ Orléans — Gare d'Orléans | Marigny-les-Usages — Maison Rouge ⥋ Orléans — Gare d'Orléans                                                                         | Marigny-les-Usages — Maison Rouge ⥋ Orléans — Gare d'Orléans                                                                         | Marigny-les-Usages — Maison Rouge ⥋ Orléans — Gare d'Orléans                                                                         | Marigny-les-Usages — Maison Rouge ⥋ Orléans — Gare d'Orléans                                                                         | Marigny-les-Usages — Maison Rouge ⥋ Orléans — Gare d'Orléans                                                                         | Marigny-les-Usages — Maison Rouge ⥋ Orléans — Gare d'Orléans                                                                         | Marigny-les-Usages — Maison Rouge ⥋ Orléans — Gare d'Orléans                                                                         | Marigny-les-Usages — Maison Rouge ⥋ Orléans — Gare d'Orléans                                                                         |
| 44    | Ouverture / Fermeture 3 janvier 2022 / — | Longueur — | Durée — | Nb. d’arrêts 12 | Matériel Autocars | Jours de fonctionnement L, Ma, Me, J, V, S, D                                                                                        | Jour / Soir / Nuit / Fêtes O / N / N / O                                                                                             | Voy. / an — | Exploitant — |
| 44    | Desserte : - Ville et lieux desservis : Marigny-les-Usages (Mairie), Chanteau (Mairie), Fleury-les-Aubrais (Centre départemental Georges-Daumézon, Parc de l'Hermitage, Lycée Jean-Lurçat), La Gare des Aubrais et Orléans (Place d'Arc) - Stations et gares desservies : Jules Verne (A), Gare des Aubrais (A) et Gare d'Orléans (A). | | | | | | | | |
| 44    | Autre : - Arrêts non accessibles aux UFR : - Amplitudes horaires : La ligne fonctionne du lundi au vendredi à raison de cinq allers-retours par jour, le samedi à raison de deux allers-retours par jour et les dimanches et fêtes à raison d'un aller-retour par jour. - Particularités : La ligne 44 désigne l'intégration tarifaire de la ligne 16 du Réseau de mobilité interurbaine (Rémi). - Date de dernière mise à jour : 18 décembre 2021. | | | | | | | | |
| 44    | Dernière actualisation : — | | | | | | | | |
| 45    | Saran — Champ Rouge ⥋ Orléans — Gare d'Orléans | Saran — Champ Rouge ⥋ Orléans — Gare d'Orléans                                                                                       | Saran — Champ Rouge ⥋ Orléans — Gare d'Orléans                                                                                       | Saran — Champ Rouge ⥋ Orléans — Gare d'Orléans                                                                                       | Saran — Champ Rouge ⥋ Orléans — Gare d'Orléans                                                                                       | Saran — Champ Rouge ⥋ Orléans — Gare d'Orléans                                                                                       | Saran — Champ Rouge ⥋ Orléans — Gare d'Orléans                                                                                       | Saran — Champ Rouge ⥋ Orléans — Gare d'Orléans                                                                                       | Saran — Champ Rouge ⥋ Orléans — Gare d'Orléans                                                                                       |
| 45    | Ouverture / Fermeture 3 janvier 2022 / — | Longueur — | Durée — | Nb. d’arrêts 8 | Matériel Articulés | Jours de fonctionnement L, Ma, Me, J, V, S                                                                                           | Jour / Soir / Nuit / Fêtes O / N / N / N                                                                                             | Voy. / an — | Exploitant Keolis Métropole Orléans                                                                                                  |
| 45    | Desserte : - Ville et lieux desservis : Saran (Zone industrielle Pôle 45, Théâtre de la Tête Noire) et Orléans (Place d'Arc) - Stations et gares desservies : Libération (A) et Gare d'Orléans (A). | | | | | | | | |
| 45    | Autre : - Arrêts non accessibles aux UFR : - Amplitudes horaires : La ligne fonctionne du lundi au samedi à raison de quatre allers-retours par jour. - Date de dernière mise à jour : 13 mai 2024. | | | | | | | | |
| 45    | Dernière actualisation : — | | | | | | | | |

### Lignes scolaires

#### Lignes 50 à 59
| Ligne | Caractéristiques | Caractéristiques                                                                         | Caractéristiques                                                                         | Caractéristiques                                                                         | Caractéristiques                                                                         | Caractéristiques                                                                         | Caractéristiques                                                                         | Caractéristiques                                                                         | Caractéristiques                                                                         |
| 50    | Ingré — Maurice Genevoix ⥋ Saran — Bruères | Ingré — Maurice Genevoix ⥋ Saran — Bruères                                               | Ingré — Maurice Genevoix ⥋ Saran — Bruères                                               | Ingré — Maurice Genevoix ⥋ Saran — Bruères                                               | Ingré — Maurice Genevoix ⥋ Saran — Bruères                                               | Ingré — Maurice Genevoix ⥋ Saran — Bruères                                               | Ingré — Maurice Genevoix ⥋ Saran — Bruères                                               | Ingré — Maurice Genevoix ⥋ Saran — Bruères                                               | Ingré — Maurice Genevoix ⥋ Saran — Bruères                                               |
| ----- | --- | ---------------------------------------------------------------------------------------- | ---------------------------------------------------------------------------------------- | ---------------------------------------------------------------------------------------- | ---------------------------------------------------------------------------------------- | ---------------------------------------------------------------------------------------- | ---------------------------------------------------------------------------------------- | ---------------------------------------------------------------------------------------- | ---------------------------------------------------------------------------------------- |
| 50    | Ouverture / Fermeture 3 janvier 2022 / — | Longueur —                                                                               | Durée —                                                                                  | Nb. d’arrêts 25                                                                          | Matériel —                                                                               | Jours de fonctionnement L, Ma, Me, J, V                                                  | Jour / Soir / Nuit / Fêtes O / N / N / N                                                 | Voy. / an —                                                                              | Exploitant Keolis Eure-et-Loir                                                           |
| 50    | Desserte : - Ville et lieux desservis : Ingré (Lycée Maurice-Genevoix), Saran (Église Saint-Martin, Mairie, Stade Colette-Besson) et Fleury-les-Aubrais - Stations et gares desservies : Gare des Aubrais (A).                                                                                              |                                                                                          |                                                                                          |                                                                                          |                                                                                          |                                                                                          |                                                                                          |                                                                                          |                                                                                          |
| 50    | Autre : - Arrêts non accessibles aux UFR : - Amplitudes horaires : La ligne fonctionne du lundi au vendredi en période scolaire de 7 h 20 à 13 h vers Ingré et de 11 h 10 à 18 h 5 environ vers Saran. - Date de dernière mise à jour : 18 décembre 2021.                                                   |                                                                                          |                                                                                          |                                                                                          |                                                                                          |                                                                                          |                                                                                          |                                                                                          |                                                                                          |
| 50    | Dernière actualisation : — |                                                                                          |                                                                                          |                                                                                          |                                                                                          |                                                                                          |                                                                                          |                                                                                          |                                                                                          |
| 51    | Ingré — Maurice Genevoix ⥋ La Chapelle-Saint-Mesmin — Les Vallées | Ingré — Maurice Genevoix ⥋ La Chapelle-Saint-Mesmin — Les Vallées                        | Ingré — Maurice Genevoix ⥋ La Chapelle-Saint-Mesmin — Les Vallées                        | Ingré — Maurice Genevoix ⥋ La Chapelle-Saint-Mesmin — Les Vallées                        | Ingré — Maurice Genevoix ⥋ La Chapelle-Saint-Mesmin — Les Vallées                        | Ingré — Maurice Genevoix ⥋ La Chapelle-Saint-Mesmin — Les Vallées                        | Ingré — Maurice Genevoix ⥋ La Chapelle-Saint-Mesmin — Les Vallées                        | Ingré — Maurice Genevoix ⥋ La Chapelle-Saint-Mesmin — Les Vallées                        | Ingré — Maurice Genevoix ⥋ La Chapelle-Saint-Mesmin — Les Vallées                        |
| 51    | Ouverture / Fermeture 3 janvier 2022 / — | Longueur —                                                                               | Durée —                                                                                  | Nb. d’arrêts 21                                                                          | Matériel —                                                                               | Jours de fonctionnement L, Ma, Me, J, V                                                  | Jour / Soir / Nuit / Fêtes O / N / N / N                                                 | Voy. / an —                                                                              | Exploitant Keolis Eure-et-Loir                                                           |
| 51    | Desserte : - Ville et lieux desservis : Ingré (Lycée Maurice-Genevoix, Mairie) et La Chapelle-Saint-Mesmin - Stations et gares desservies : Gare de La Chapelle-Saint-Mesmin. |                                                                                          |                                                                                          |                                                                                          |                                                                                          |                                                                                          |                                                                                          |                                                                                          |                                                                                          |
| 51    | Autre : - Arrêts non accessibles aux UFR : - Amplitudes horaires : La ligne fonctionne du lundi au vendredi en période scolaire à raison de deux allers vers Ingré et à raison de trois retours, un seul le mercredi, vers La Chapelle. - Date de dernière mise à jour : 18 décembre 2021.                  |                                                                                          |                                                                                          |                                                                                          |                                                                                          |                                                                                          |                                                                                          |                                                                                          |                                                                                          |
| 51    | Dernière actualisation : — |                                                                                          |                                                                                          |                                                                                          |                                                                                          |                                                                                          |                                                                                          |                                                                                          |                                                                                          |
| 52    | Ingré — Maurice Genevoix ⥋ La Chapelle-Saint-Mesmin — L'Ardoise | Ingré — Maurice Genevoix ⥋ La Chapelle-Saint-Mesmin — L'Ardoise                          | Ingré — Maurice Genevoix ⥋ La Chapelle-Saint-Mesmin — L'Ardoise                          | Ingré — Maurice Genevoix ⥋ La Chapelle-Saint-Mesmin — L'Ardoise                          | Ingré — Maurice Genevoix ⥋ La Chapelle-Saint-Mesmin — L'Ardoise                          | Ingré — Maurice Genevoix ⥋ La Chapelle-Saint-Mesmin — L'Ardoise                          | Ingré — Maurice Genevoix ⥋ La Chapelle-Saint-Mesmin — L'Ardoise                          | Ingré — Maurice Genevoix ⥋ La Chapelle-Saint-Mesmin — L'Ardoise                          | Ingré — Maurice Genevoix ⥋ La Chapelle-Saint-Mesmin — L'Ardoise                          |
| 52    | Ouverture / Fermeture 3 janvier 2022 / — | Longueur —                                                                               | Durée —                                                                                  | Nb. d’arrêts 17                                                                          | Matériel —                                                                               | Jours de fonctionnement L, Ma, Me, J, V                                                  | Jour / Soir / Nuit / Fêtes O / N / N / N                                                 | Voy. / an —                                                                              | Exploitant Keolis Métropole Orléans                                                      |
| 52    | Desserte : - Ville et lieux desservis : Ingré (Lycée Maurice-Genevoix) et La Chapelle-Saint-Mesmin (Mairie, Complexe sportif) - Stations et gares desservies : Aucune. |                                                                                          |                                                                                          |                                                                                          |                                                                                          |                                                                                          |                                                                                          |                                                                                          |                                                                                          |
| 52    | Autre : - Arrêts non accessibles aux UFR : - Amplitudes horaires : La ligne fonctionne du lundi au vendredi en période scolaire de 7 h 30 à 13 h vers Ingré et de 11 h 20 à 18 h 15 environ vers La Chapelle. - Date de dernière mise à jour : 18 décembre 2021.                                            |                                                                                          |                                                                                          |                                                                                          |                                                                                          |                                                                                          |                                                                                          |                                                                                          |                                                                                          |
| 52    | Dernière actualisation : — |                                                                                          |                                                                                          |                                                                                          |                                                                                          |                                                                                          |                                                                                          |                                                                                          |                                                                                          |
| 53    | Ingré — Maurice Genevoix ⥋ Ormes — Gidy | Ingré — Maurice Genevoix ⥋ Ormes — Gidy                                                  | Ingré — Maurice Genevoix ⥋ Ormes — Gidy                                                  | Ingré — Maurice Genevoix ⥋ Ormes — Gidy                                                  | Ingré — Maurice Genevoix ⥋ Ormes — Gidy                                                  | Ingré — Maurice Genevoix ⥋ Ormes — Gidy                                                  | Ingré — Maurice Genevoix ⥋ Ormes — Gidy                                                  | Ingré — Maurice Genevoix ⥋ Ormes — Gidy                                                  | Ingré — Maurice Genevoix ⥋ Ormes — Gidy                                                  |
| 53    | Ouverture / Fermeture 3 janvier 2022 / — | Longueur —                                                                               | Durée —                                                                                  | Nb. d’arrêts 11                                                                          | Matériel —                                                                               | Jours de fonctionnement L, Ma, Me, J, V                                                  | Jour / Soir / Nuit / Fêtes O / N / N / N                                                 | Voy. / an —                                                                              | Exploitant Keolis Eure-et-Loir                                                           |
| 53    | Desserte : - Ville et lieux desservis : Ingré (Lycée Maurice-Genevoix, Mairie) et Ormes - Stations et gares desservies : Aucune. |                                                                                          |                                                                                          |                                                                                          |                                                                                          |                                                                                          |                                                                                          |                                                                                          |                                                                                          |
| 53    | Autre : - Arrêts non accessibles aux UFR : - Amplitudes horaires : La ligne fonctionne du lundi au vendredi en période scolaire de 7 h 35 à 12 h 45 vers Ingré et de 11 h 25 à 18 h 5 environ vers Ormes. - Date de dernière mise à jour : 18 décembre 2021.                                                |                                                                                          |                                                                                          |                                                                                          |                                                                                          |                                                                                          |                                                                                          |                                                                                          |                                                                                          |
| 53    | Dernière actualisation : — |                                                                                          |                                                                                          |                                                                                          |                                                                                          |                                                                                          |                                                                                          |                                                                                          |                                                                                          |
| 54    | Ingré — Maurice Genevoix ⥋ Saint-Jean-de-la-Ruelle — Pont de l'Europe | Ingré — Maurice Genevoix ⥋ Saint-Jean-de-la-Ruelle — Pont de l'Europe                    | Ingré — Maurice Genevoix ⥋ Saint-Jean-de-la-Ruelle — Pont de l'Europe                    | Ingré — Maurice Genevoix ⥋ Saint-Jean-de-la-Ruelle — Pont de l'Europe                    | Ingré — Maurice Genevoix ⥋ Saint-Jean-de-la-Ruelle — Pont de l'Europe                    | Ingré — Maurice Genevoix ⥋ Saint-Jean-de-la-Ruelle — Pont de l'Europe                    | Ingré — Maurice Genevoix ⥋ Saint-Jean-de-la-Ruelle — Pont de l'Europe                    | Ingré — Maurice Genevoix ⥋ Saint-Jean-de-la-Ruelle — Pont de l'Europe                    | Ingré — Maurice Genevoix ⥋ Saint-Jean-de-la-Ruelle — Pont de l'Europe                    |
| 54    | Ouverture / Fermeture 3 janvier 2022 / — | Longueur —                                                                               | Durée —                                                                                  | Nb. d’arrêts 33                                                                          | Matériel —                                                                               | Jours de fonctionnement L, Ma, Me, J, V                                                  | Jour / Soir / Nuit / Fêtes O / N / N / N                                                 | Voy. / an —                                                                              | Exploitant Keolis Eure-et-Loir                                                           |
| 54    | Desserte : - Ville et lieux desservis : Ingré (Lycée Maurice-Genevoix), Saint-Jean-de-la-Ruelle (Aushopping Saint-Jean, Lycée Maréchal-Leclerc) et Orléans (Pont de l'Europe) - Stations et gares desservies : Trois Fontaines (B) et Pont de l'Europe (B)                                                  |                                                                                          |                                                                                          |                                                                                          |                                                                                          |                                                                                          |                                                                                          |                                                                                          |                                                                                          |
| 54    | Autre : - Arrêts non accessibles aux UFR : - Amplitudes horaires : La ligne fonctionne du lundi au vendredi en période scolaire à raison de trois allers vers Ingré et à raison de quatre retours vers Saint-Jean. - Date de dernière mise à jour : 18 décembre 2021.                                       |                                                                                          |                                                                                          |                                                                                          |                                                                                          |                                                                                          |                                                                                          |                                                                                          |                                                                                          |
| 54    | Dernière actualisation : — |                                                                                          |                                                                                          |                                                                                          |                                                                                          |                                                                                          |                                                                                          |                                                                                          |                                                                                          |
| 55    | Fleury-les-Aubrais — Bustière ⥋ Chanteau — Saint-Rémy | Fleury-les-Aubrais — Bustière ⥋ Chanteau — Saint-Rémy                                    | Fleury-les-Aubrais — Bustière ⥋ Chanteau — Saint-Rémy                                    | Fleury-les-Aubrais — Bustière ⥋ Chanteau — Saint-Rémy                                    | Fleury-les-Aubrais — Bustière ⥋ Chanteau — Saint-Rémy                                    | Fleury-les-Aubrais — Bustière ⥋ Chanteau — Saint-Rémy                                    | Fleury-les-Aubrais — Bustière ⥋ Chanteau — Saint-Rémy                                    | Fleury-les-Aubrais — Bustière ⥋ Chanteau — Saint-Rémy                                    | Fleury-les-Aubrais — Bustière ⥋ Chanteau — Saint-Rémy                                    |
| 55    | Ouverture / Fermeture 3 janvier 2022 / — | Longueur —                                                                               | Durée —                                                                                  | Nb. d’arrêts 23                                                                          | Matériel —                                                                               | Jours de fonctionnement L, Ma, Me, J, V, S                                               | Jour / Soir / Nuit / Fêtes O / N / N / N                                                 | Voy. / an —                                                                              | Exploitant Dunois                                                                        |
| 55    | Desserte : - Ville et lieux desservis : Fleury-les-Aubrais (Zone commerciale des Bicharderies, Centre départemental Georges-Daumézon), Semoy et Chanteau (Mairie) - Stations et gares desservies : Bustière (A).                                                                                            |                                                                                          |                                                                                          |                                                                                          |                                                                                          |                                                                                          |                                                                                          |                                                                                          |                                                                                          |
| 55    | Autre : - Arrêts non accessibles aux UFR : - Amplitudes horaires : La ligne fonctionne du lundi au vendredi en période scolaire à raison de deux allers vers Fleury et à raison de trois retours, deux le mercredi, vers Chanteau. - Date de dernière mise à jour : 18 décembre 2021.                       |                                                                                          |                                                                                          |                                                                                          |                                                                                          |                                                                                          |                                                                                          |                                                                                          |                                                                                          |
| 55    | Dernière actualisation : — |                                                                                          |                                                                                          |                                                                                          |                                                                                          |                                                                                          |                                                                                          |                                                                                          |                                                                                          |
| 56    | Mardié — Petit Puits (Arrivée) / Butte Moreau (Départ) ⥋ Saint-Jean-de-Braye — Léon Blum | Mardié — Petit Puits (Arrivée) / Butte Moreau (Départ) ⥋ Saint-Jean-de-Braye — Léon Blum | Mardié — Petit Puits (Arrivée) / Butte Moreau (Départ) ⥋ Saint-Jean-de-Braye — Léon Blum | Mardié — Petit Puits (Arrivée) / Butte Moreau (Départ) ⥋ Saint-Jean-de-Braye — Léon Blum | Mardié — Petit Puits (Arrivée) / Butte Moreau (Départ) ⥋ Saint-Jean-de-Braye — Léon Blum | Mardié — Petit Puits (Arrivée) / Butte Moreau (Départ) ⥋ Saint-Jean-de-Braye — Léon Blum | Mardié — Petit Puits (Arrivée) / Butte Moreau (Départ) ⥋ Saint-Jean-de-Braye — Léon Blum | Mardié — Petit Puits (Arrivée) / Butte Moreau (Départ) ⥋ Saint-Jean-de-Braye — Léon Blum | Mardié — Petit Puits (Arrivée) / Butte Moreau (Départ) ⥋ Saint-Jean-de-Braye — Léon Blum |
| 56    | Ouverture / Fermeture 3 janvier 2022 / — | Longueur —                                                                               | Durée —                                                                                  | Nb. d’arrêts 24                                                                          | Matériel Standard                                                                        | Jours de fonctionnement L, Ma, Me, J, V                                                  | Jour / Soir / Nuit / Fêtes O / N / N / N                                                 | Voy. / an —                                                                              | Exploitant Dunois                                                                        |
| 56    | Desserte : - Ville et lieux desservis : Mardié, Chécy et Saint-Jean-de-Braye (Parc des Longues allées, Mairie, Lycée Jacques-Monod) - Stations et gares desservies : Léon Blum (B). |                                                                                          |                                                                                          |                                                                                          |                                                                                          |                                                                                          |                                                                                          |                                                                                          |                                                                                          |
| 56    | Autre : - Arrêts non accessibles aux UFR : - Amplitudes horaires : La ligne fonctionne du lundi au vendredi en période scolaire à raison de deux allers vers Saint-Jean et à raison de trois retours, deux le mercredi, vers Mardié. - Date de dernière mise à jour : 18 décembre 2021.                     |                                                                                          |                                                                                          |                                                                                          |                                                                                          |                                                                                          |                                                                                          |                                                                                          |                                                                                          |
| 56    | Dernière actualisation : — |                                                                                          |                                                                                          |                                                                                          |                                                                                          |                                                                                          |                                                                                          |                                                                                          |                                                                                          |
| 57    | Marigny-les-Usages — La Sablonnière ⥋ Saint-Jean-de-Braye — Léon Blum | Marigny-les-Usages — La Sablonnière ⥋ Saint-Jean-de-Braye — Léon Blum                    | Marigny-les-Usages — La Sablonnière ⥋ Saint-Jean-de-Braye — Léon Blum                    | Marigny-les-Usages — La Sablonnière ⥋ Saint-Jean-de-Braye — Léon Blum                    | Marigny-les-Usages — La Sablonnière ⥋ Saint-Jean-de-Braye — Léon Blum                    | Marigny-les-Usages — La Sablonnière ⥋ Saint-Jean-de-Braye — Léon Blum                    | Marigny-les-Usages — La Sablonnière ⥋ Saint-Jean-de-Braye — Léon Blum                    | Marigny-les-Usages — La Sablonnière ⥋ Saint-Jean-de-Braye — Léon Blum                    | Marigny-les-Usages — La Sablonnière ⥋ Saint-Jean-de-Braye — Léon Blum                    |
| 57    | Ouverture / Fermeture 3 janvier 2022 / — | Longueur —                                                                               | Durée —                                                                                  | Nb. d’arrêts 24                                                                          | Matériel Standards                                                                       | Jours de fonctionnement L, Ma, Me, J, V, S, D                                            | Jour / Soir / Nuit / Fêtes O / N / N / O                                                 | Voy. / an —                                                                              | Exploitant Dunois                                                                        |
| 57    | Desserte : - Ville et lieux desservis : Marigny-les-Usages (Mairie), Boigny-sur-Bionne (Château de la commanderie, Mairie) et Saint-Jean-de-Braye (Lycée Jacques-Monod, Mairie, Parc des Longues allées) - Stations et gares desservies : Clos du Hameau (B) et Léon Blum (B).                              |                                                                                          |                                                                                          |                                                                                          |                                                                                          |                                                                                          |                                                                                          |                                                                                          |                                                                                          |
| 57    | Autre : - Arrêts non accessibles aux UFR : - Amplitudes horaires : La ligne fonctionne du lundi au vendredi en période scolaire à raison de deux allers vers Saint-Jean et à raison de quatre retours vers Marigny. - Date de dernière mise à jour : 18 décembre 2021.                                      |                                                                                          |                                                                                          |                                                                                          |                                                                                          |                                                                                          |                                                                                          |                                                                                          |                                                                                          |
| 57    | Dernière actualisation : — |                                                                                          |                                                                                          |                                                                                          |                                                                                          |                                                                                          |                                                                                          |                                                                                          |                                                                                          |
| 59    | Saint-Pryvé-Saint-Mesmin — Quinze Pierres ⥋ Olivet — Zénith | Saint-Pryvé-Saint-Mesmin — Quinze Pierres ⥋ Olivet — Zénith                              | Saint-Pryvé-Saint-Mesmin — Quinze Pierres ⥋ Olivet — Zénith                              | Saint-Pryvé-Saint-Mesmin — Quinze Pierres ⥋ Olivet — Zénith                              | Saint-Pryvé-Saint-Mesmin — Quinze Pierres ⥋ Olivet — Zénith                              | Saint-Pryvé-Saint-Mesmin — Quinze Pierres ⥋ Olivet — Zénith                              | Saint-Pryvé-Saint-Mesmin — Quinze Pierres ⥋ Olivet — Zénith                              | Saint-Pryvé-Saint-Mesmin — Quinze Pierres ⥋ Olivet — Zénith                              | Saint-Pryvé-Saint-Mesmin — Quinze Pierres ⥋ Olivet — Zénith                              |
| 59    | Ouverture / Fermeture 3 janvier 2022 / — | Longueur —                                                                               | Durée —                                                                                  | Nb. d’arrêts 33                                                                          | Matériel —                                                                               | Jours de fonctionnement L, Ma, Me, J, V                                                  | Jour / Soir / Nuit / Fêtes O / N / N / N                                                 | Voy. / an —                                                                              | Exploitant Dunois                                                                        |
| 59    | Desserte : - Ville et lieux desservis : Saint-Pryvé-Saint-Mesmin (Centre commercial des Quinze-Pierres, Mairie) et Olivet (Zénith, Parc des expositions et des congrès) - Stations et gares desservies : Zénith (A).                                                                                        |                                                                                          |                                                                                          |                                                                                          |                                                                                          |                                                                                          |                                                                                          |                                                                                          |                                                                                          |
| 59    | Autre : - Arrêts non accessibles aux UFR : - Amplitudes horaires : La ligne fonctionne du lundi au vendredi en période scolaire à raison de trois allers, deux le mercredi, vers Olivet et à raison de cinq retours, deux le mercredi, vers Saint-Pryvé. - Date de dernière mise à jour : 18 décembre 2021. |                                                                                          |                                                                                          |                                                                                          |                                                                                          |                                                                                          |                                                                                          |                                                                                          |                                                                                          |
| 59    | Dernière actualisation : — |                                                                                          |                                                                                          |                                                                                          |                                                                                          |                                                                                          |                                                                                          |                                                                                          |                                                                                          |

#### Lignes 60 à 69
| Ligne | Caractéristiques | Caractéristiques                                                    | Caractéristiques                                                    | Caractéristiques                                                    | Caractéristiques                                                    | Caractéristiques                                                    | Caractéristiques                                                    | Caractéristiques                                                    | Caractéristiques                                                    |
| 61    | Saint-Cyr-en-Val — Petite Mérie ⥋ Saint-Cyr-en-Val — École Primaire | Saint-Cyr-en-Val — Petite Mérie ⥋ Saint-Cyr-en-Val — École Primaire | Saint-Cyr-en-Val — Petite Mérie ⥋ Saint-Cyr-en-Val — École Primaire | Saint-Cyr-en-Val — Petite Mérie ⥋ Saint-Cyr-en-Val — École Primaire | Saint-Cyr-en-Val — Petite Mérie ⥋ Saint-Cyr-en-Val — École Primaire | Saint-Cyr-en-Val — Petite Mérie ⥋ Saint-Cyr-en-Val — École Primaire | Saint-Cyr-en-Val — Petite Mérie ⥋ Saint-Cyr-en-Val — École Primaire | Saint-Cyr-en-Val — Petite Mérie ⥋ Saint-Cyr-en-Val — École Primaire | Saint-Cyr-en-Val — Petite Mérie ⥋ Saint-Cyr-en-Val — École Primaire |
| ----- | --- | ------------------------------------------------------------------- | ------------------------------------------------------------------- | ------------------------------------------------------------------- | ------------------------------------------------------------------- | ------------------------------------------------------------------- | ------------------------------------------------------------------- | ------------------------------------------------------------------- | ------------------------------------------------------------------- |
| 61    | Ouverture / Fermeture 3 septembre 2012 / — | Longueur —                                                          | Durée —                                                             | Nb. d’arrêts 8                                                      | Matériel Autocar                                                    | Jours de fonctionnement L, Ma, J, V                                 | Jour / Soir / Nuit / Fêtes O / N / N / N                            | Voy. / an —                                                         | Exploitant Dunois                                                   |
| 61    | Desserte : - Ville et lieux desservis : Saint-Cyr-en-Val (Mairie) - Stations et gares desservies : Aucune. |                                                                     |                                                                     |                                                                     |                                                                     |                                                                     |                                                                     |                                                                     |                                                                     |
| 61    | Autre : - Arrêts non accessibles aux UFR : - Amplitudes horaires : La ligne fonctionne les lundis, mardis, jeudis et vendredis en période scolaire à raison d'un aller-retour par jour. - Date de dernière mise à jour : 18 décembre 2021.                                                                   |                                                                     |                                                                     |                                                                     |                                                                     |                                                                     |                                                                     |                                                                     |                                                                     |
| 61    | Dernière actualisation : — |                                                                     |                                                                     |                                                                     |                                                                     |                                                                     |                                                                     |                                                                     |                                                                     |
| 62    | Fleury-les-Aubrais — Jules Verne ⥋ Semoy — Herveline | Fleury-les-Aubrais — Jules Verne ⥋ Semoy — Herveline                | Fleury-les-Aubrais — Jules Verne ⥋ Semoy — Herveline                | Fleury-les-Aubrais — Jules Verne ⥋ Semoy — Herveline                | Fleury-les-Aubrais — Jules Verne ⥋ Semoy — Herveline                | Fleury-les-Aubrais — Jules Verne ⥋ Semoy — Herveline                | Fleury-les-Aubrais — Jules Verne ⥋ Semoy — Herveline                | Fleury-les-Aubrais — Jules Verne ⥋ Semoy — Herveline                | Fleury-les-Aubrais — Jules Verne ⥋ Semoy — Herveline                |
| 62    | Ouverture / Fermeture 3 janvier 2022 / — | Longueur —                                                          | Durée —                                                             | Nb. d’arrêts 14                                                     | Matériel Autocar                                                    | Jours de fonctionnement L, Ma, Me, J, V                             | Jour / Soir / Nuit / Fêtes O / N / N / N                            | Voy. / an —                                                         | Exploitant Dunois                                                   |
| 62    | Desserte : - Ville et lieux desservis : Fleury-les-Aubrais (Collège Condorcet) et Semoy (Mairie, Centre psychiatrique Georges Daumézon) - Stations et gares desservies : Jules Verne (A). |                                                                     |                                                                     |                                                                     |                                                                     |                                                                     |                                                                     |                                                                     |                                                                     |
| 62    | Autre : - Arrêts non accessibles aux UFR : - Amplitudes horaires : La ligne fonctionne du lundi au vendredi en période scolaire à raison de trois allers vers Fleury et à raison de trois retours, deux le mercredi, vers Semoy. - Date de dernière mise à jour : 18 décembre 2021.                          |                                                                     |                                                                     |                                                                     |                                                                     |                                                                     |                                                                     |                                                                     |                                                                     |
| 62    | Dernière actualisation : — |                                                                     |                                                                     |                                                                     |                                                                     |                                                                     |                                                                     |                                                                     |                                                                     |
| 64    | Mardié — Butte Moreau ⥋ Mardié — Place Jean Zay | Mardié — Butte Moreau ⥋ Mardié — Place Jean Zay                     | Mardié — Butte Moreau ⥋ Mardié — Place Jean Zay                     | Mardié — Butte Moreau ⥋ Mardié — Place Jean Zay                     | Mardié — Butte Moreau ⥋ Mardié — Place Jean Zay                     | Mardié — Butte Moreau ⥋ Mardié — Place Jean Zay                     | Mardié — Butte Moreau ⥋ Mardié — Place Jean Zay                     | Mardié — Butte Moreau ⥋ Mardié — Place Jean Zay                     | Mardié — Butte Moreau ⥋ Mardié — Place Jean Zay                     |
| 64    | Ouverture / Fermeture 3 septembre 2012 / — | Longueur —                                                          | Durée —                                                             | Nb. d’arrêts 15                                                     | Matériel Autocar                                                    | Jours de fonctionnement L, Ma, J, V                                 | Jour / Soir / Nuit / Fêtes O / N / N / N                            | Voy. / an —                                                         | Exploitant Dunois                                                   |
| 64    | Desserte : - Ville et lieux desservis : Mardié (Mairie) et Chécy - Stations et gares desservies : Aucune. |                                                                     |                                                                     |                                                                     |                                                                     |                                                                     |                                                                     |                                                                     |                                                                     |
| 64    | Autre : - Arrêts non accessibles aux UFR : - Amplitudes horaires : La ligne fonctionne les lundis, mardis, jeudis et vendredis en période scolaire à raison d'un aller-retour par jour. - Date de dernière mise à jour : 18 décembre 2021.                                                                   |                                                                     |                                                                     |                                                                     |                                                                     |                                                                     |                                                                     |                                                                     |                                                                     |
| 64    | Dernière actualisation : — |                                                                     |                                                                     |                                                                     |                                                                     |                                                                     |                                                                     |                                                                     |                                                                     |
| 65    | Mardié — Butte Moreau ⥋ Chécy — Mendès-France | Mardié — Butte Moreau ⥋ Chécy — Mendès-France                       | Mardié — Butte Moreau ⥋ Chécy — Mendès-France                       | Mardié — Butte Moreau ⥋ Chécy — Mendès-France                       | Mardié — Butte Moreau ⥋ Chécy — Mendès-France                       | Mardié — Butte Moreau ⥋ Chécy — Mendès-France                       | Mardié — Butte Moreau ⥋ Chécy — Mendès-France                       | Mardié — Butte Moreau ⥋ Chécy — Mendès-France                       | Mardié — Butte Moreau ⥋ Chécy — Mendès-France                       |
| 65    | Ouverture / Fermeture 2 novembre 2015 / — | Longueur —                                                          | Durée —                                                             | Nb. d’arrêts 20                                                     | Matériel Autocar                                                    | Jours de fonctionnement L, Ma, Me, J, V                             | Jour / Soir / Nuit / Fêtes O / N / N / N                            | Voy. / an —                                                         | Exploitant Dunois                                                   |
| 65    | Desserte : - Ville et lieux desservis : Mardié et Chécy - Stations et gares desservies : Aucune. |                                                                     |                                                                     |                                                                     |                                                                     |                                                                     |                                                                     |                                                                     |                                                                     |
| 65    | Autre : - Arrêts non accessibles aux UFR : - Amplitudes horaires : La ligne fonctionne du lundi au vendredi en période scolaire à raison d'un aller vers Chécy et à raison de deux retours, un le mercredi, vers Mardié. - Date de dernière mise à jour : 18 décembre 2021.                                  |                                                                     |                                                                     |                                                                     |                                                                     |                                                                     |                                                                     |                                                                     |                                                                     |
| 65    | Dernière actualisation : — |                                                                     |                                                                     |                                                                     |                                                                     |                                                                     |                                                                     |                                                                     |                                                                     |
| 66    | Orléans — Collège Nord-Est ⥋ Orléans — Belneuf | Orléans — Collège Nord-Est ⥋ Orléans — Belneuf                      | Orléans — Collège Nord-Est ⥋ Orléans — Belneuf                      | Orléans — Collège Nord-Est ⥋ Orléans — Belneuf                      | Orléans — Collège Nord-Est ⥋ Orléans — Belneuf                      | Orléans — Collège Nord-Est ⥋ Orléans — Belneuf                      | Orléans — Collège Nord-Est ⥋ Orléans — Belneuf                      | Orléans — Collège Nord-Est ⥋ Orléans — Belneuf                      | Orléans — Collège Nord-Est ⥋ Orléans — Belneuf                      |
| 66    | Ouverture / Fermeture 4 janvier 2021 / — | Longueur —                                                          | Durée —                                                             | Nb. d’arrêts 11                                                     | Matériel Autocar                                                    | Jours de fonctionnement L, Ma, Me, J, V                             | Jour / Soir / Nuit / Fêtes O / N / N / N                            | Voy. / an —                                                         | Exploitant Dunois                                                   |
| 66    | Desserte : - Ville et lieux desservis : Orléans - Stations et gares desservies : Droits de l'Homme (B). |                                                                     |                                                                     |                                                                     |                                                                     |                                                                     |                                                                     |                                                                     |                                                                     |
| 66    | Autre : - Arrêts non accessibles aux UFR : - Amplitudes horaires : La ligne fonctionne du lundi au vendredi en période scolaire à raison de trois allers, deux le mercredi, vers le Collège et à raison de trois retours, deux le mercredi, vers Belneuf. - Date de dernière mise à jour : 18 décembre 2021. |                                                                     |                                                                     |                                                                     |                                                                     |                                                                     |                                                                     |                                                                     |                                                                     |
| 66    | Dernière actualisation : — |                                                                     |                                                                     |                                                                     |                                                                     |                                                                     |                                                                     |                                                                     |                                                                     |

### Lignes événementielles
| Ligne | Caractéristiques | Caractéristiques                                                                 | Caractéristiques                                                                 | Caractéristiques                                                                 | Caractéristiques                                                                 | Caractéristiques                                                                 | Caractéristiques                                                                 | Caractéristiques                                                                 | Caractéristiques                                                                 |
| IC    | Île Charlemagne | Île Charlemagne                                                                  | Île Charlemagne                                                                  | Île Charlemagne                                                                  | Île Charlemagne                                                                  | Île Charlemagne                                                                  | Île Charlemagne                                                                  | Île Charlemagne                                                                  | Île Charlemagne                                                                  |
| IC    | Orléans — Gare d'Orléans ⥋ Saint-Jean-le-Blanc — Île Charlemagne-Base de loisirs | Orléans — Gare d'Orléans ⥋ Saint-Jean-le-Blanc — Île Charlemagne-Base de loisirs | Orléans — Gare d'Orléans ⥋ Saint-Jean-le-Blanc — Île Charlemagne-Base de loisirs | Orléans — Gare d'Orléans ⥋ Saint-Jean-le-Blanc — Île Charlemagne-Base de loisirs | Orléans — Gare d'Orléans ⥋ Saint-Jean-le-Blanc — Île Charlemagne-Base de loisirs | Orléans — Gare d'Orléans ⥋ Saint-Jean-le-Blanc — Île Charlemagne-Base de loisirs | Orléans — Gare d'Orléans ⥋ Saint-Jean-le-Blanc — Île Charlemagne-Base de loisirs | Orléans — Gare d'Orléans ⥋ Saint-Jean-le-Blanc — Île Charlemagne-Base de loisirs | Orléans — Gare d'Orléans ⥋ Saint-Jean-le-Blanc — Île Charlemagne-Base de loisirs |
| ----- | --- | -------------------------------------------------------------------------------- | -------------------------------------------------------------------------------- | -------------------------------------------------------------------------------- | -------------------------------------------------------------------------------- | -------------------------------------------------------------------------------- | -------------------------------------------------------------------------------- | -------------------------------------------------------------------------------- | -------------------------------------------------------------------------------- |
| IC    | Ouverture / Fermeture années 1990 / — | Longueur —                                                                       | Durée 15 min                                                                     | Nb. d’arrêts 14                                                                  | Matériel Irizar ie tram 12                                                       | Jours de fonctionnement L, Ma, Me, J, V, S, D                                    | Jour / Soir / Nuit / Fêtes O / N / N / O                                         | Voy. / an —                                                                      | Exploitant Keolis Métropole Orléans                                              |
| IC    | Desserte : - Ville et lieux desservis : Orléans (Place d'Arc, Église Saint-Paterne, L'Astrolabe, Pont Maréchal-Joffre, Pont George-V), Saint-Jean-le-Blanc (Mairie, Île Charlemagne, Base de loisirs de l'Île Charlemagne) - Stations et gares desservies : Gare d'Orléans (A) et Tourelles-Dauphine (A). |                                                                                  |                                                                                  |                                                                                  |                                                                                  |                                                                                  |                                                                                  |                                                                                  |                                                                                  |
| IC    | Autre : - Arrêts non accessibles aux UFR : - Amplitudes horaires : La ligne fonctionne tous les jours en été. - Particularités : Ligne estivale. - Date de dernière mise à jour : 17 mai 2024. |                                                                                  |                                                                                  |                                                                                  |                                                                                  |                                                                                  |                                                                                  |                                                                                  |                                                                                  |
| IC    | Dernière actualisation : — |                                                                                  |                                                                                  |                                                                                  |                                                                                  |                                                                                  |                                                                                  |                                                                                  |                                                                                  |
| CO    | Chapit'O | Chapit'O                                                                         | Chapit'O                                                                         | Chapit'O                                                                         | Chapit'O                                                                         | Chapit'O                                                                         | Chapit'O                                                                         | Chapit'O                                                                         | Chapit'O                                                                         |
| CO    | Orléans — Gare d'Orléans ⥋ Fleury-les-Aubrais — Chapit'O - Petit Pré |                                                                                  |                                                                                  |                                                                                  |                                                                                  |                                                                                  |                                                                                  |                                                                                  |                                                                                  |
| CO    | Ouverture / Fermeture 3 novembre 2019 / — | Longueur —                                                                       | Durée 12 min                                                                     | Nb. d’arrêts 6                                                                   | Matériel Standards Articulés                                                     | Jours de fonctionnement Me, V, S, D                                              | Jour / Soir / Nuit / Fêtes O / O / N / O                                         | Voy. / an —                                                                      | Exploitant Keolis Métropole Orléans                                              |
| CO    | Desserte : - Ville et lieux desservis : Orléans (Place d'Arc) et Fleury-les-Aubrais (Aire événementielle « Chapit'O »). - Stations et gares desservies : Gare d'Orléans (A), Louis Braille (A), Coligny (A) et Libération (A).                                                                            |                                                                                  |                                                                                  |                                                                                  |                                                                                  |                                                                                  |                                                                                  |                                                                                  |                                                                                  |
| CO    | Autre : - Arrêts non accessibles aux UFR : - Amplitudes horaires : La ligne fonctionne les dimanches et fêtes de 9 h 30 à 19 h 30 environ. - Particularités : La ligne fonctionne uniquement en cas d'événements au Chapit'O. - Date de dernière mise à jour : 13 mai 2024.                               |                                                                                  |                                                                                  |                                                                                  |                                                                                  |                                                                                  |                                                                                  |                                                                                  |                                                                                  |
| CO    | Dernière actualisation : — |                                                                                  |                                                                                  |                                                                                  |                                                                                  |                                                                                  |                                                                                  |                                                                                  |                                                                                  |

### Navettes CO'Met
En cas d'événements organisés au CO'Met, six navettes partent 20 min après la fin pour ramener les spectateurs à leur domicile ; les horaires sont adaptés en fonction de l'événement.
| Ligne | Trajet |
| ----- | --- |
| C01   | Desserte d'Orléans (secteur Candolle), Saint-Pryvé-Saint-Mesmin, du sud de Saint-Jean-de-la-Ruelle, La Chapelle Saint-Mesmin, Ingré et Ormes     |
| C02   | Desserte de l'ouest d'Orléans, du nord de Saint-Jean-de-la-Ruelle et Saran                                                                       |
| C03   | Desserte d'Orléans (secteurs Saint-Euverte et Barrière Saint-Marc), Fleury-les-Aubrais, Semoy, Chanteau, Marigny-les-Usages et Boigny-sur-Bionne |
| C04   | Desserte de l'est d'Orléans, Saint-Jean-de-Braye, Combleux, Chécy, Mardié et Bou                                                                 |
| C05   | Desserte de Saint-Jean-le-Blanc, Saint-Denis-en-Val, Saint-Cyr-en-Val et Orléans-la-Source                                                       |
| C06   | Desserte d'Olivet et Saint-Hilaire-Saint-Mesmin                                                                                                  |

### Zones Résa'tao
Abraysie Développement exploite à partir du 2 septembre 2019, à l'aide de minibus, l'ensemble des zones Résa'tao.
| Zone      | Desserte | Nombre d'arrêts de la zone | Arrêts de rabattement |
| --------- | --- | -------------------------- | --- |
| RésaNord  | - Remplace les zones beige, rose et turquoise depuis le 3 janvier 2022. - Zones à faible densité de population d'Ingré, La Chapelle-Saint-Mesmin, Ormes, Saran et Saint-Jean-de-la-Ruelle. | 83                         | - Georges Pompidou (Lignes B, 2, et 4) - Jean Bouin (lignes 1, 5 et 6) - Jean Pelletier (lignes 4 et 5) - Trois-Fontaines (Lignes B, 2, 4 et 54) - Vilpot (lignes 1 et 5) - Mairie de Saran (lignes 5 et 50)                                                                         |
| RésaOuest | - Remplace les zones cerise et vert depuis le 3 janvier 2022. - Zones à faible densité de population d'Olivet, Saint-Hilaire-Saint-Mesmin et Saint-Pryvé-Saint-Mesmin. | 55                         | - Pont de l'Europe (Lignes B, 25, L et 54) - Maréchal Leclerc (Lignes 4 et 54) - Église Saint-Martin (Ligne 13) - Charles Rivière (Lignes 13, 23 et 58) - Lycée Hôtelier (Lignes 13 et 58) - Place de la République (Lignes 1 et 13) - Victor Hugo (Lignes A, 1, 13 et 23)           |
| RésaEst   | - Remplace les zones bleu, orange et fuchsia depuis le 3 avril 2018. Service pérennisé à partir de janvier 2019 et remplace la zone jaune depuis le 3 janvier 2022. - Zones à faible densité de population de Bou, Boigny-sur-Bionne, Chanteau, Chécy, Combleux, Mardié, Saint-Jean-de-Braye et Semoy. |                            | - Bustière (Lignes A et 55) - Verdun (Lignes 6 et 55) - Condorcet (Lignes 21 et 44) - Bicharderie (Lignes 4 et 21) - Jules Verne (Lignes A, 21, 44 et 62) - Léon Blum (Lignes B, 2, 8, 12, 15, 56 et 57) - Clos du Hameau (Lignes B, 2, 8, 12, 15 et 57) - Gaudier Brzeska (Ligne B) |
| RésaSud   | - Mise en service le 2 septembre 2019. Remplace la zone violette depuis le 3 janvier 2022. - Zones à faible densité de population d'Orléans-la-Source, Saint-Cyr-en-Val, Saint-Denis-en-Val et de Saint-Jean-le-Blanc.                                                                                 | 76                         | - Chèques Postaux (Lignes A, 13 et 40) - Pierre Heuslin (Lignes 5, 16, 40 et 41) - Montesquieu (Lignes 13 et 40) - Hôpital-Accueil (Lignes A et 1) |

### Bus relais
En cas d'incidents (collision, arrachage de la ligne aérienne de contact, panne de l'APS, etc.) ou d'évènements planifiés (travaux, maintenance, etc.) nécessitant d'interrompre tout ou partie d'une des lignes du tramway, des navettes de remplacement sont mises en place. Les arrêts des navettes (appelées « Bus A » et « Bus B ») sont placés au plus près des stations de tramway, bien que la voirie empêche par endroit au bus relais de passer au plus près, c'est notamment le cas dans le centre historique que les bus relais contournent par le mail.